# Az Amerikai Egyesült Államok 117. kongresszusa
Az Amerikai Egyesült Államok 117. kongresszusa az Amerikai Egyesült Államok törvényhozásának gyűlése 2021 és 2023 között, a Szenátusból és a Képviselőházból áll. 2021. január 3-tól 2023. január 3-ig tartott, Donald Trump elnökségének utolsó heteiben gyűlt össze először és Joe Biden elnökségének első két évében szolgált.
A Képviselőházban a Demokrata Párt megtartotta a többségét. A Szenátus 100 tagjából 50 republikánus, 47 demokrata, három pedig független, de a demokrata frakcióval együtt szavazó szenátor. Mivel 50-50 százalékos szavazatarány esetén Kamala Harris demokrata alelnök szavazata döntött, 2020. január 20-tól demokrata irányítás alatt volt a Szenátus is. Ez az első alkalom a 107. kongresszus óta, hogy 50-50-es felosztás volt a Szenátusban.
A 111. (2009-2011) kongresszus óta volt először teljes demokrata irányítás alatt a Kongresszus.

## Fontos események

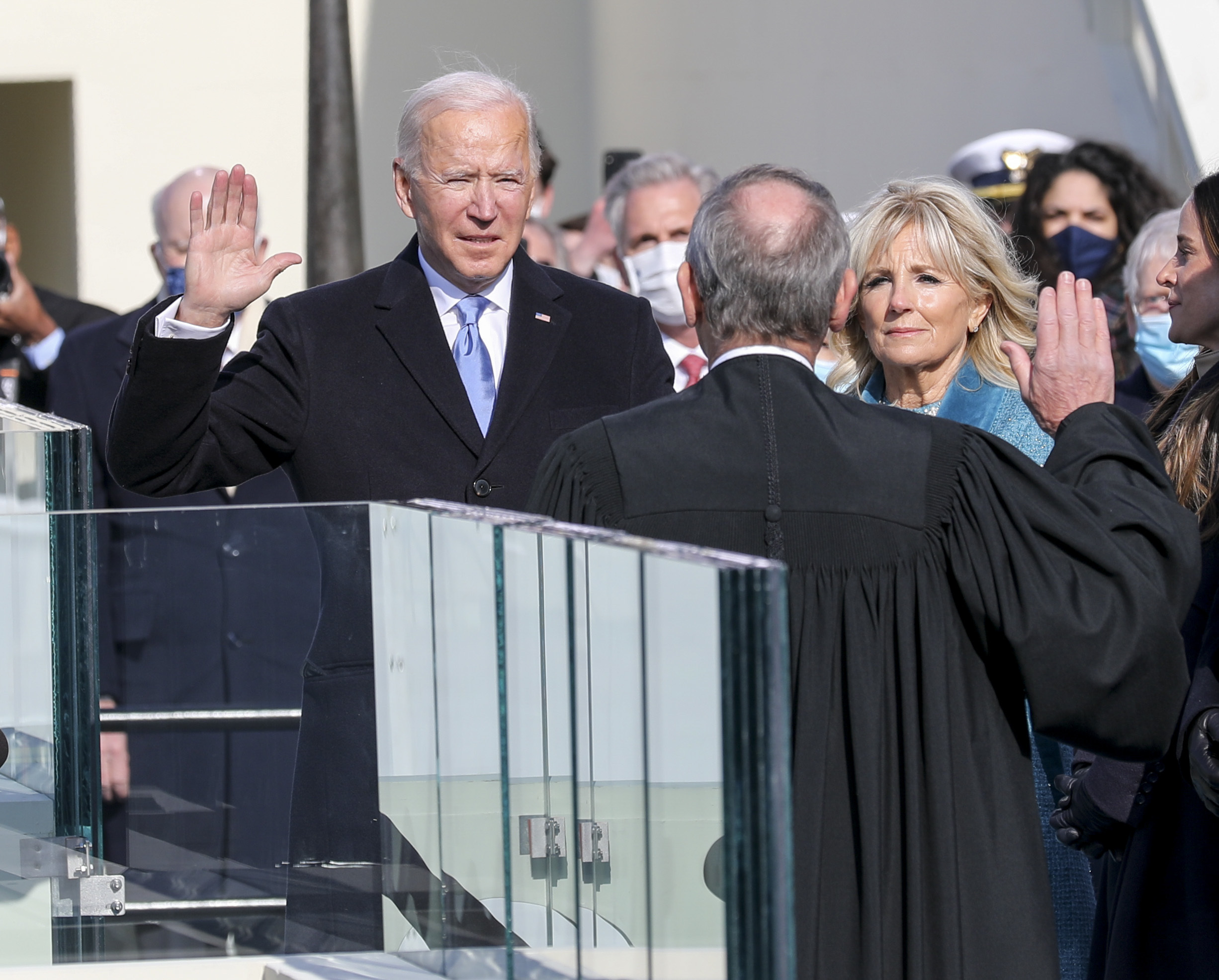
Joe Biden esküjének felmondása közben. Mellette, jobbra Jill Biden first lady, vele szembe pedig John Roberts főbíró

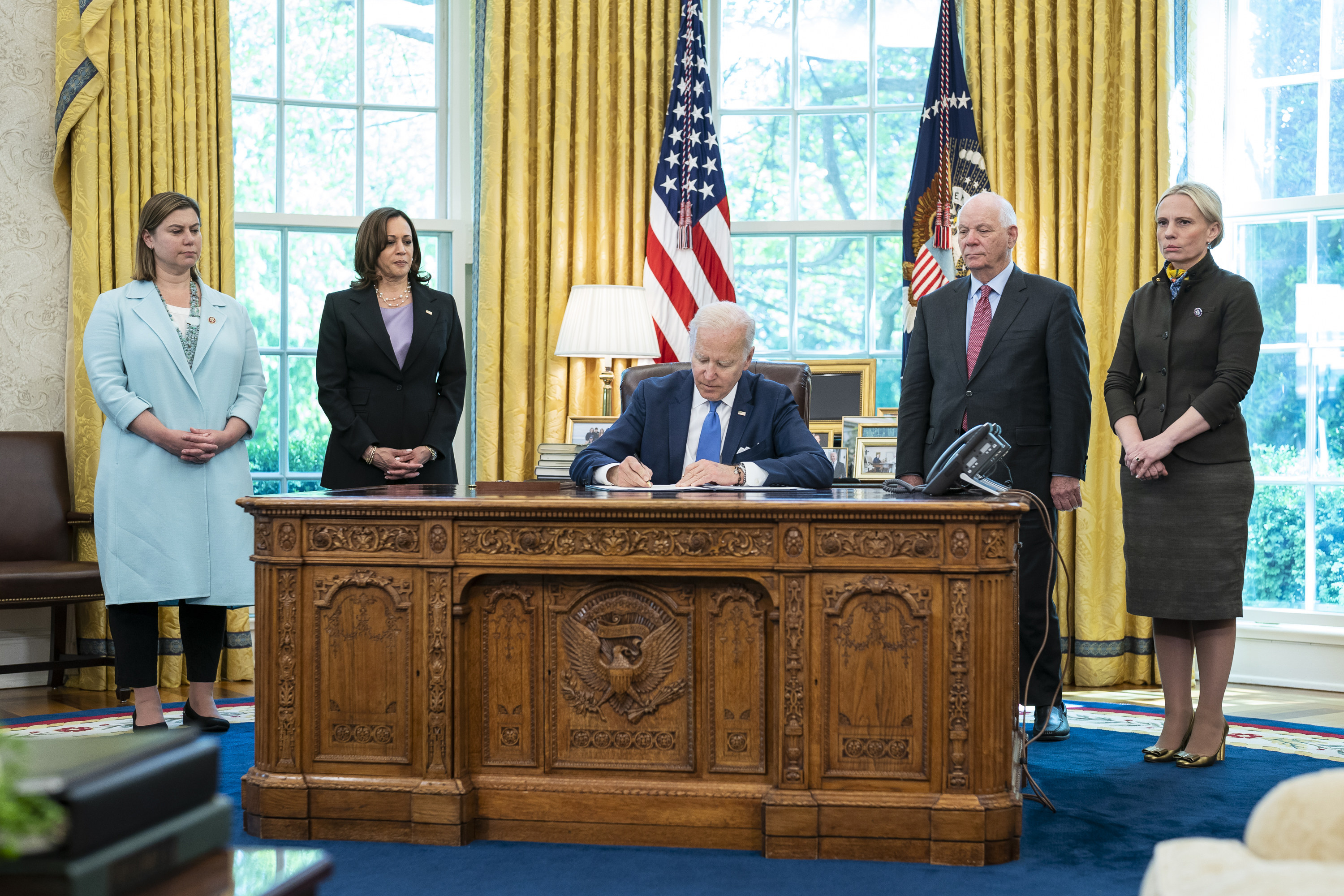
Joe Biden aláírja a 2022-es ukrán demokrácia védelme javaslatot

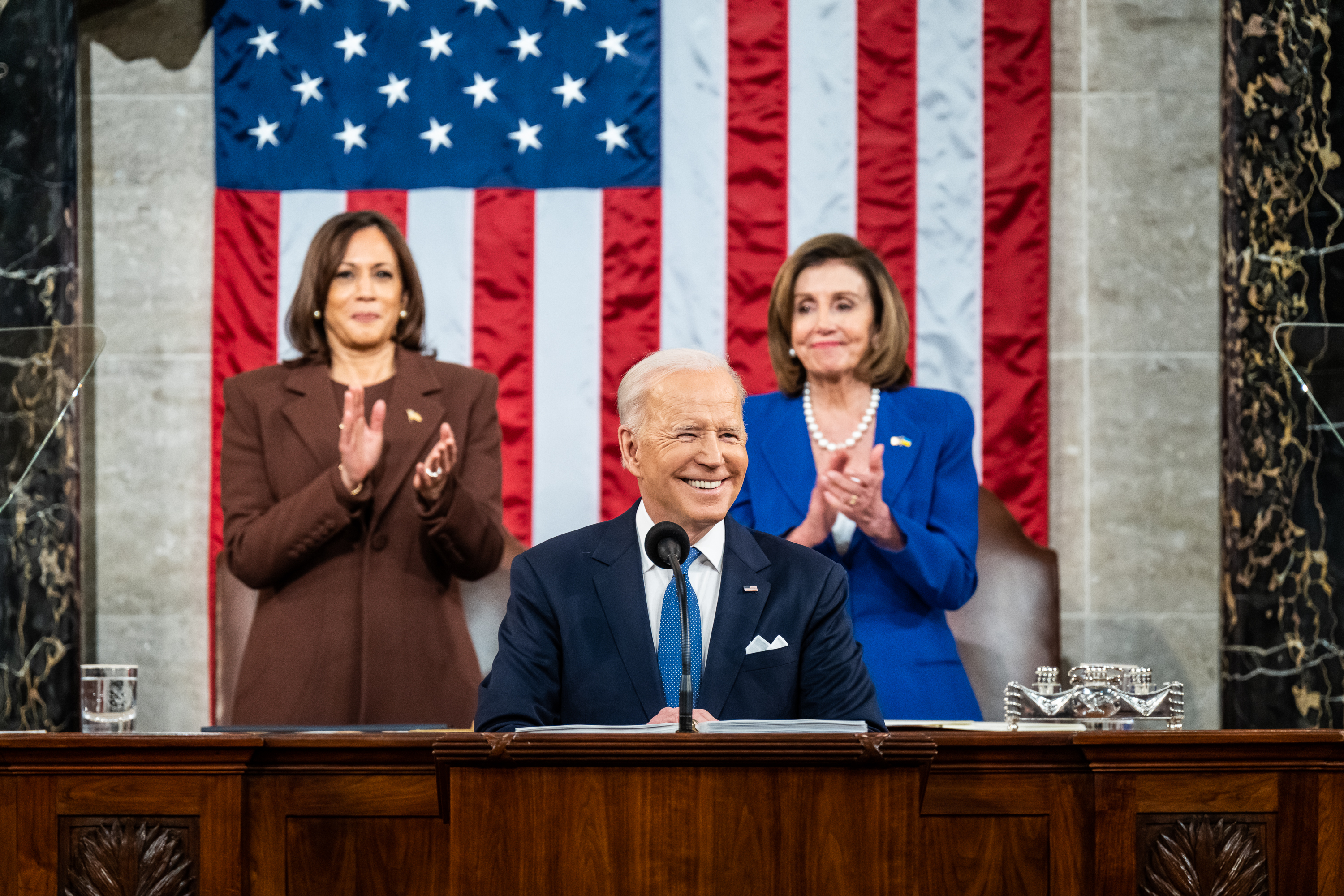
Biden a 2022-es évértékelő közben

- 2021. január 3.: megkezdődik a 117. kongresszus, demokrata többséggel a Képviselőházban és republikánus többséggel a Szenátusban.
- 2021. január 5.: választások Georgiában szenátusi helyekért, mindkettő demokrata győzelemmel.
- 2021. január 6.: Donald Trump követői megostromolták a Capitolium épületét, ezzel szüneteltetve az elektori szavazatok számlálását.
- 2021. január 13.: Donald Trump második közjogi felelősségre vonása a Képviselőház által.
- 2021. január 18.: Kamala Harris (Kalifornia, D) lemond a szenátori pozíciójáról, hogy az Amerikai Egyesült Államok alelnöke legyen
- 2021. január 20.: Joe Biden beiktatása az Amerikai Egyesült Államok elnökeként.
- 2021. január 20.: a demokraták többségbe kerültek a Szenátusban, Kamala Harris és három új szenátor (a két georgiai választás győztesei és a Harris helyét átvevő Alex Padilla) beiktatásával.
- 2021. január 22.: Chuck Schumer bejelenti, hogy a Donald Trump második közjogi felelősségre vonásával kapcsolatos tárgyalás a Szenátusban február 9-én kezdődik meg.
- 2021. január 25.: a képviselőházi demokraták elküldték a Donald Trump elleni vádemelést a Szenátusba.
- 2021. február 4.: A Képviselőház 230-199 arányban elfogadta az indítványt, hogy Marjorie Taylor Greene-t (Georgia 14. kerület, R) felmentsék két bizottsági hivatala alól (oktatás és munkaügy, illetve költségvetés), miután QAnon összeesküvés-elméleteket terjesztett, többek között tagadta a 2001. szeptember 11-ei terrortámadásokat és demokrata képviselők kivégzését javasolta.[2][3][4]
- 2021. február 9. – 2021. február 13.: Donald Trump második közjogi felelősségre vonásával kapcsolatos eljárás a Szenátusban, amely a korábbi elnök felmentésével végződött.
- 2021. április 2.: 2021. áprilisi támadás az Egyesült Államok Capitoliuma ellen.[5]
- 2021. április 13.: Billy Evans rendőrtiszt felravatalozása a Capitoliumban.
- 2021. április 22.: a Képviselőház 216–208 arányban elfogadta a javaslatot, hogy Washington D.C. az ország 51. állama legyen.[6]
- 2021. április 28.: Joe Biden beszédet mond a teljes Kongresszus előtt.
- 2021. május 12.: a Képviselőház Republikánus tagjai kiszavazzák Liz Cheneyt (Wyoming, R) vezetőségi szerepéből, mert kritizálta Donald Trumpot.[7]
- 2021. május 14.: Elise Stefanikot megválasztják a republikánusok Liz Cheney utódjának.
- 2021. június 17.: Juneteenth hivatalosan is szövetségi ünnep.
- 2021. november 17.: a Képviselőház 223–207 arányban elfogadta a H. Res. 789-t, hogy cenzúrázza Paul Gosar (Arizona 4., R) képviselőt és eltávolítsa a Környezeti erőforrások bizottságából, amiért posztolt egy anime videót, amelyben őt lehetett látni, ahogy megöli Alexandria Ocasio-Cortez demokrata képviselőt és megtámadta Joe Biden elnököt.
- 2022. március 1.: Joe Biden évértékelő beszédet tart
- 2022. március 21–24.: meghallgatásokat tartanak Ketanji Brown Jackson jelöléséről az Egyesült Államok Legfelsőbb Bíróságába.
- 2022. március 24.: Jeff Fortenberry (Nebraska, R) képviselőt elítélték, mert kétszer is hazudott szövetségi nyomozóknak és meghamisított bizonyítékot, egy 2016-os kampányadománnyal kapcsolatban, Gilbert Chagoury milliárdostól. 15 év börtönbüntetést is kaphat.[8]
- 2022. március 29.: Don Youngot (Alaszka, R), aki 1973 óta Alaszka szenátora volt és a Képviselőház dékánja, felravatalozzák a Capitoliumban, miután március 18-án elhunyt.[9]
- 2022. április 6.: a Képviselőház 220–203 arányban elfogadta a javaslatot, hogy bűnvád alá helyezzék Peter Navarro és Dan Scavino Jr. Trump-hivatalnokokat, amiért nem működtek együtt a nyomozásban a január 6-i ostrommal kapcsolatban.
- 2022. április 7.: a Szenátus elfogadja Ketanji Brown Jackson jelölését.
- 2022. június 9.: a Január 6. Bizottság megtartotta első közvetített meghallgatását a Capitolium elleni ostromról.
- 2022. június 24.: az Egyesült Államok Legfelsőbb Bírósága visszavonja a Roe kontra Wade döntést.
- 2022. július 27.: a Szenátus elfogadja a CHIPS and Science javaslatot.
- 2022. július 27.: Joe Manchin megegyezik Chuck Schumer többségi vezetővel, hogy visszahozzák Joe Biden egyes klíma, adó és egészségügyi javaslatait a 2022-es Inflation Reduction Actbe.
- 2022. július 28.: a Képviselőház elfogadja a CHIPS and Science javaslatot.
- 2022. július 31.: az amerikai hadsereg megöli az al-Káida vezetőjét, Ajmán az-Zavahirit.
- 2022. augusztus 4.: a Szenátus 95–1 arányban támogatja Svédország és Finnország csatlakozását a NATO-hoz.
- 2022. augusztus 7.: a Szenátus 51–50 arányban elfogadta az Inflation Reduction Actet, Kamala Harris szavazatával.
- 2022. augusztus 12.: a Képviselőház 220–207 arányban elfogadja a Inflation Reduction Actet.
- 2022. augusztus 16.: Joe Biden aláírja az Inflation Reduction Actet.
- 2022. augusztus 24.: Joe Biden eltöröl akár 20 ezer dollárnyi diákhitelt.
- 2022. szeptember 13.: Mary Peltola beiktatásával a Kongresszusnak, a történelemben először volt, alaszkai, amerikai és hawaii őslakos tagja is.
- 2022. szeptember 21.: a Szenátus 69–27 arányban elfogadja a Kigali módosítást.
- 2022. december 9.: Kyrsten Sinema elhagyja a demokrata pártot.
- 2022. december 13.: Joe Biden aláírja a Respect for Marriage törvényjavaslatot, ezzel visszavonva az 1996-os Defense of Marriage törvényt, alkotmányos védelem alá helyezve az LMBT-, és rasszok közötti házasságokat.

## Vezetés

### Szenátus

A Szenátus eloszlása térképen.
2 Demokrata(21 állam)
Független demokrata(2 államban)
1 Demokrata és 1 Republikánus(5 állam)
2 Republikánus(22 állam)

A szenátus üléseit hivatalosan az Egyesült Államok alelnöke vezeti (az alkotmány szerint az alelnöknek ez az egyetlen önálló szövetségi jogköre), aki szavazati joggal a szavazategyenlőség esetét leszámítva nem rendelkezik. Szavazategyenlőség esetén szabad döntési joga van bármelyik oldalt támogatni. Mivel az alelnök esetében előfordulhat akadályoztatás (ilyen például, ha a 25. alkotmánymódosítás szerint az elnöki jogokat és kötelezettségeket ügyvezető elnökként ellátja) a szenátus „ideiglenes” vezetésére bevezették a President Pro Tempore (korelnök) tisztségét. A korelnököt mindig a többségben lévő párt adja, s az egy évben születettek közül a legrégebben beiktatott szenátor tölti be ezt a tisztséget.
| Beosztás                                       | Párt | Személy                | Személy        | Állama     | Hivatali ideje                      |
| ---------------------------------------------- | ---- | ---------------------- | -------------- | ---------- | ----------------------------------- |
| Az Egyesült Államok alelnöke A szenátus elnöke |      | 148x148px[halott link] | Mike Pence     | Indiana    | 2017. január 20. – 2021. január 20. |
| Az Egyesült Államok alelnöke A szenátus elnöke |      | 133x133px[halott link] | Kamala Harris  | Kalifornia | 2021. január 20. -                  |
| Korelnök (President Pro Tempore)               |      | 125x125px[halott link] | Chuck Grassley | Iowa       | 2019. január 3. – 2021. január 20.  |
| Korelnök (President Pro Tempore)               |      |                        | Patrick Leahy  | Vermont    | 2021. január 20. -                  |

### Képviselőház

A Képviselőház eloszlása térképen.
Demokrata
Republikánus
Széküresedés

A Képviselőház jelenlegi eloszlása

| Beosztás            | Párt | Személy                | Személy      | Állama     | HIvatali ideje                    |
| ------------------- | ---- | ---------------------- | ------------ | ---------- | --------------------------------- |
| Képviselőházi elnök |      | 125x125px[halott link] | Nancy Pelosi | Kalifornia | 2019. január 3. – 2023. január 3. |

### Demokrata vezetés

#### Szenátus
| Pozíció                                                               | Portré | Név           | Állam    |
| --------------------------------------------------------------------- | ------ | ------------- | -------- |
| Kisebbségi vezető (2021. január 20-ig)                                |        | Chuck Schumer | New York |
| Többségi vezető (2021. január 20-tól)                                 |        | Chuck Schumer | New York |
| Whip (Kisebbségi: 2021. január 20-ig) (Többségi: 2021. január 20-tól) |        | Dick Durbin   | Illinois |

#### Képviselőház
| Pozíció         | Portré | Név         | Állam        |
| --------------- | ------ | ----------- | ------------ |
| Többségi vezető |        | Steny Hoyer | New York     |
| Többségi whip   |        | Jim Clyburn | Dél-Karolina |

### Republikánus vezetés

#### Szenátus
| Pozíció                                                               | Portré | Név             | Állam      |
| --------------------------------------------------------------------- | ------ | --------------- | ---------- |
| Többségi vezető (2021. január 20-ig)                                  |        | Mitch McConnell | Alabama    |
| Kisebbségi vezető (2021. január 20-től)                               |        | Mitch McConnell | Alabama    |
| Whip (Többségi: 2021. január 20-ig) (Kisebbségi: 2021. január 20-tól) |        | John Thune      | Dél-Dakota |

#### Képviselőház
| Pozíció           | Portré | Név            | Állam      |
| ----------------- | ------ | -------------- | ---------- |
| Kisebbségi vezető |        | Kevin McCarthy | Kalifornia |
| Kisebbségi whip   |        | Steve Scalise  | Louisiana  |

## Pártok

A Szenátus jelenlegi eloszlása

### Szenátus
| Párt                      | Párt      | Párt      | Párt         | Párt   | Párt        |
|                           | Demokrata | Független | Republikánus | Összes | Betöltetlen |
| ------------------------- | --------- | --------- | ------------ | ------ | ----------- |
| Előző Kongresszus vége    | 46        | 2         | 52           | 100    | 0           |
| Kezdete (2021. január 3.) | 46        | 2         | 51           | 99     | 1           |
| 2021. január 8.           | 45        | 2         | 51           | 98     | 2           |
| 2021. január 20.          | 48        | 2         | 50           | 100    | 0           |
| Szavazatok eloszlása      | 50,0%     | 50,0%     | 50,0%        |        |             |

### Képviselőház
|                           | Párt      | Párt  | Párt         | Párt  | Összes | Betöltetlen |
| Demokrata                 | Független | Egyéb | Republikánus |       | Összes | Betöltetlen |
| ------------------------- | --------- | ----- | ------------ | ----- | ------ | ----------- |
| Előző Kongresszus vége    | 233       | 1     | 1            | 195   | 430    | 5           |
| Kezdete (2021. január 3.) | 222       | 0     | 0            | 211   | 433    | 2           |
| 2021. január 15.          | 221       | 0     | 0            | 211   | 432    | 3           |
| 2021. február 7.          | 221       | 0     | 0            | 210   | 431    | 4           |
| 2021. február 11.         | 221       | 0     | 0            | 211   | 432    | 3           |
| 2021. március 10.         | 220       | 0     | 0            | 211   | 431    | 4           |
| 2021. március 16.         | 219       | 0     | 0            | 211   | 430    | 5           |
| 2021. április 6.          | 218       | 0     | 0            | 211   | 429    | 6           |
| 2021. április 14.         | 218       | 0     | 0            | 212   | 430    | 5           |
| 2021. május 16.           | 219       | 0     | 0            | 211   | 429    | 6           |
| 2021. június 14.          | 220       | 0     | 0            | 211   | 431    | 4           |
| 2021. július 30.          | 220       | 0     | 0            | 212   | 432    | 3           |
| 2021. november 4.         | 221       | 0     | 0            | 213   | 434    | 1           |
| 2021. december 31.        | 221       | 0     | 0            | 212   | 433    | 2           |
| 2022. január 18.          | 222       | 0     | 0            | 212   | 434    | 1           |
| 2022. február 17.         | 222       | 0     | 0            | 211   | 433    | 2           |
| 2022. március 18.         | 222       | 0     | 0            | 210   | 432    | 3           |
| 2022. március 31.         | 221       | 0     | 0            | 209   | 430    | 5           |
| 2022. május 10.           | 221       | 0     | 0            | 208   | 429    | 6           |
| 2022. május 25.           | 220       | 0     | 0            | 208   | 428    | 7           |
| 2022. június 14.          | 220       | 0     | 0            | 209   | 429    | 6           |
| 2022. június              | 220       | 0     | 0            | 210   | 430    | 5           |
| Szavazatok eloszlása      | 51,4%     | 0,0%  | 0,0%         | 48,6% |        |             |
| Nem-szavazó tagok         | 4         | 0     | 0            | 2     | 6      | 0           |

## Szenátorok listája
| Állam           | Portré                 | Szenátor               | Párt | Korábbi politikai pozíciók | Hivatal kezdete    | Ciklus vége |
| --------------- | ---------------------- | ---------------------- | ---- | --- | ------------------ | ----------- |
| Alabama         | 139x139px[halott link] | Richard Shelby         |      | Az Amerikai Egyesült Államok Képviselőházának tagja Alabama szenátusának tagja | 1987. január 3.    | 2022        |
| Alabama         | 125x125px[halott link] | Tommy Tuberville       |      | Nem volt korábbi politikai pozíciója | 2021. január 3.    | 2026        |
| Alaszka         | 117x117px[halott link] | Lisa Murkowski         |      | Alaszka Képviselőházának tagja | 2002. december 20. | 2022        |
| Alaszka         | 139x139px[halott link] | Dan Sullivan           |      | Alaszka legfőbb bírója | 2015. január 3.    | 2026        |
| Arizona         | 140x140px[halott link] | Kyrsten Sinema         |      | Az Amerikai Egyesült Államok Képviselőházának tagja Arizona szenátusának tagja Arizona Képviselőházának tagja                                                                                | 2019. január 3.    | 2024        |
| Arizona         | 131x131px[halott link] | Mark Kelly             |      | Nem volt korábbi politikai pozíciója | 2020. december 2.  | 2022        |
| Arkansas        | 127x127px[halott link] | John Boozman           |      | Az Amerikai Egyesült Államok Képviselőházának tagja Rogers Public Schools Board | 2011. január 3.    | 2022        |
| Arkansas        | 131x131px[halott link] | Tom Cotton             |      | Az Amerikai Egyesült Államok Képviselőházának tagja | 2015. január 3.    | 2026        |
| Colorado        | 130x130px[halott link] | Michael Bennet         |      | Denveri iskolák Főfelügyelője Denver polgármesterének kabinetfőnöke | 2009. január 21.   | 2022        |
| Colorado        | 133x133px[halott link] | John Hickenlooper      |      | Colorado kormányzója Denver polgármestere | 2021. január 3.    | 2026        |
| Connecticut     | 129x129px[halott link] | Richard Blumenthal     |      | Connecticut legfelsőbb ügyésze Connecticut szenátusának tagja Connecticut képviselőházának tagja Az Amerikai Egyesült Államok ügyésze                                                        | 2011. január 3.    | 2022        |
| Connecticut     | 131x131px[halott link] | Chris Murphy           |      | Az Amerikai Egyesült Államok Képviselőházának tagja Connecticut szenátusának tagja Connecticut képviselőházának tagja                                                                        | 2013. január 3.    | 2024        |
| Delaware        | 144x144px[halott link] | Tom Carper             |      | Delaware kormányzója Az Amerikai Egyesült Államok Képviselőházának tagja Delaware kincstárnoka                                                                                               | 2001. január 3.    | 2024        |
| Delaware        | 137x137px[halott link] | Chris Coons            |      | New Castle megye adminisztrációjának tagja New Castle megyei tanácsának tagja | 2010. november 10. | 2026        |
| Dél-Karolina    | 129x129px[halott link] | Lindsey Graham         |      | Az Amerikai Egyesült Államok Képviselőházának tagja South Carolina képviselőházának tagja | 2003. január 3.    | 2026        |
| Dél-Karolina    | 133x133px[halott link] | Tim Scott              |      | Az Amerikai Egyesült Államok Képviselőházának tagja South Carolina képviselőházának tagja | 2013. január 3.    | 2022        |
| Dél-Dakota      | 127x127px[halott link] | John Thune             |      | Az Amerikai Egyesült Államok Képviselőházának tagja Dél-Dakota-i Republikánus Párt vezetője                                                                                                  | 2005. január 3.    | 2022        |
| Dél-Dakota      | 128x128px[halott link] | Mike Rounds            |      | Dél-Dakota kormányzója Dél-Dakota szenátusának tagja | 2015. január 3.    | 2026        |
| Észak-Karolina  | 133x133px[halott link] | Richard Burr           |      | Az Amerikai Egyesült Államok Képviselőházának tagja | 2005. január 3.    | 2022        |
| Észak-Karolina  | 127x127px[halott link] | Thom Tillis            |      | Észak-Karolina Képviselőházának elnöke | 2015. január 3.    | 2026        |
| Észak-Dakota    | 141x141px[halott link] | John Hoeven            |      | Észak-Dakota kormányzója | 2011. január 3.    | 2022        |
| Észak-Dakota    | 139x139px[halott link] | Kevin Cramer           |      | Az Amerikai Egyesült Államok Képviselőházának tagja Észak-Dakota közhivatali biztosa | 2019. január 3.    | 2024        |
| Florida         | 136x136px[halott link] | Marco Rubio            |      | Florida Képviselőházának elnöke West Miami City bizottságának tagja | 2011. január 3.    | 2022        |
| Florida         | 132x132px[halott link] | Rick Scott             |      | Florida kormányzója | 2019. január 8.    | 2024        |
| Georgia         | 133x133px[halott link] | Raphael Warnock        |      | Nem volt korábbi politikai pozíciója | 2021. január 20.   | 2026        |
| Georgia         | 131x131px[halott link] | Jon Ossoff             |      | Nem volt korábbi politikai pozíciója | 2021. január 20.   | 2026        |
| Hawaii          | 138x138px[halott link] | Brian Schatz           |      | Hawaii helyettes kormányzója Hawaii Képviselőházának tagja | 2012. december 26. | 2022        |
| Hawaii          | 138x138px[halott link] | Mazie Hirono           |      | Az Amerikai Egyesült Államok Képviselőházának tagja Hawaii helyettes kormányzója Hawaii Képviselőházának tagja                                                                               | 2013. január 3.    | 2024        |
| Idaho           | 137x137px[halott link] | Mike Crapo             |      | Az Amerikai Egyesült Államok Képviselőházának tagja Idaho szenátusának tagja | 1999. január 3.    | 2022        |
| Idaho           | 143x143px[halott link] | Jim Risch              |      | Idaho kormányzója Idaho helyettes kormányzója Idaho szenátusának pro tempore elnöke | 2009. január 3.    | 2026        |
| Illinois        | 140x140px[halott link] | Dick Durbin            |      | Az Amerikai Egyesült Államok Képviselőházának tagja | 1997. január 3.    | 2026        |
| Illinois        | 143x143px[halott link] | Tammy Duckworth        |      | Az Amerikai Egyesült Államok Képviselőházának tagja Az Amerikai Egyesült Államok helyettes veteránügyi minisztere Illinois veteránügyi minisztere                                            | 2017. január 3.    | 2022        |
| Indiana         | 133x133px[halott link] | Todd Young             |      | Az Amerikai Egyesült Államok Képviselőházának tagja | 2017. január 3.    | 2022        |
| Indiana         |                        | Mike Braun             |      | Indiana Képviselőházának tagja Jasper megye iskolai igazgatóságának tagja | 2019. január 3.    | 2024        |
| Iowa            | 125x125px[halott link] | Chuck Grassley         |      | Az Amerikai Egyesült Államok Képviselőházának tagja Iowa Képviselőházának tagja | 1981. január 3.    | 2022        |
| Iowa            | 127x127px[halott link] | Joni Ernst             |      | Iowa szenátusának tagja | 2015. január 3.    | 2026        |
| Kalifornia      | 133x133px[halott link] | Dianne Feinstein       |      | San Francisco polgármestere San Francisco Felügyelőtanácsának tagja | 1992. november 10. | 2024        |
| Kalifornia      | 150x150px[halott link] | Alex Padilla           |      | Kalifornia főjegyzője Kalifornia szenátusának tagja Los Angeles városi tanácsának elnöke | 2021. január 20.   | 2023        |
| Kansas          | 145x145px[halott link] | Jerry Moran            |      | Az Amerikai Egyesült Államok Képviselőházának tagja Kansas szenátusának tagja | 2011. január 3.    | 2022        |
| Kansas          | 150x150px[halott link] | Roger Marshall         |      | Az Amerikai Egyesült Államok Képviselőházának tagja | 2021. január 3.    | 2026        |
| Kentucky        | 135x135px[halott link] | Mitch McConnell        |      | Az Amerikai Egyesült Államok Igazságügyi Minisztériumának törvényhozói irodája Jefferson megye bírója                                                                                        | 1985. január 3.    | 2026        |
| Kentucky        | 144x144px[halott link] | Rand Paul              |      | Nem volt korábbi politikai pozíciója | 2011. január 3.    | 2022        |
| Louisiana       | 127x127px[halott link] | Bill Cassidy           |      | Az Amerikai Egyesült Államok Képviselőházának tagja Louisiana szenátusának tagja | 2015. január 3.    | 2026        |
| Louisiana       | 127x127px[halott link] | John Kennedy           |      | Louisiana kincstárnoka Louisiana Bevételi Minisztériumának minisztere | 2017. január 3.    | 2022        |
| Maine           | 149x149px[halott link] | Susan Collins          |      | Maine helyettes kincstárnoka | 1997. január 3.    | 2026        |
| Maine           | 125x125px[halott link] | Angus King             | FÜGG | Maine kormányzója | 2013. január 3.    | 2024        |
| Maryland        | 137x137px[halott link] | Ben Cardin             |      | Az Amerikai Egyesült Államok Képviselőházának tagja Maryland delegátusi házának elnöke | 2007. január 3.    | 2024        |
| Maryland        | 133x133px[halott link] | Chris Van Hollen       |      | Az Amerikai Egyesült Államok Képviselőházának tagja Maryland Közgyűlésének tagja | 2017. január 3.    | 2022        |
| Massachusetts   |                        | Elizabeth Warren       |      | COP-elnök Fogyasztóvédelmi Iroda tanácsadója | 2013. január 3.    | 2024        |
| Massachusetts   | 141x141px[halott link] | Ed Markey              |      | Az Amerikai Egyesült Államok Képviselőházának tagja Massachusetts Képviselőházának tagja | 2013. július 16.   | 2026        |
| Michigan        | 139x139px[halott link] | Debbie Stabenow        |      | Az Amerikai Egyesült Államok Képviselőházának tagja Michigan Képviselőházának tagja Michigan szenátusának tagja                                                                              | 2001. január 3.    | 2024        |
| Michigan        | 127x127px[halott link] | Gary Peters            |      | Az Amerikai Egyesült Államok Képviselőházának tagja Michigan szenátusának tagja | 2015. január 3.    | 2026        |
| Minnesota       | 145x145px[halott link] | Amy Klobuchar          |      | Hennepin megye ügyésze | 2007. január 3.    | 2024        |
| Minnesota       | 125x125px[halott link] | Tina Smith             |      | Minnesota helyettes kormányzója | 2018. január 3.    | 2026        |
| Mississippi     | 128x128px[halott link] | Roger Wicker           |      | Az Amerikai Egyesült Államok Képviselőházának tagja Mississippi szenátusának tagja | 2007. december 31. | 2024        |
| Mississippi     | 135x135px[halott link] | Cindy Hyde-Smith       |      | Mississippi Mezőgazdasági minisztere Mississippi szenátusának tagja | 2018. április 9.   | 2026        |
| Missouri        | 134x134px[halott link] | Roy Blunt              |      | Az Amerikai Egyesült Államok Képviselőházának tagja Missouri Külügyminisztere Greene megye hivatalnoka                                                                                       | 2011. január 3.    | 2022        |
| Missouri        | 135x135px[halott link] | Josh Hawley            |      | Missouri legfelsőbb ügyésze | 2019. január 3.    | 2024        |
| Montana         | 138x138px[halott link] | Jon Tester             |      | Montana szenátusának elnöke Big Sandy megye iskolai igazgatóságának tagja | 2007. január 3.    | 2024        |
| Montana         | 125x125px[halott link] | Steve Daines           |      | Az Amerikai Egyesült Államok Képviselőházának tagja | 2015. január 3.    | 2026        |
| Nebraska        | 132x132px[halott link] | Deb Fischer            |      | Nebraska törvényhozásának tagja | 2013. január 3.    | 2024        |
| Nebraska        | 161x161px[halott link] | Ben Sasse              |      | Planning and Evaluation (helyettes miniszter) | 2015. január 3.    | 2026        |
| Nevada          | 133x133px[halott link] | Catherine Cortez-Masto |      | Nevada legfelsőbb ügyésze | 2017. január 3.    | 2022        |
| Nevada          | 133x133px[halott link] | Jacky Rosen            |      | Az Amerikai Egyesült Államok Képviselőházának tagja | 2019. január 3.    | 2024        |
| New Hampshire   | 142x142px[halott link] | Jeanne Shaheen         |      | New Hampshire kormányzója New Hampshire szenátusának tagja | 2009. január 3.    | 2026        |
| New Hampshire   | 138x138px[halott link] | Maggie Hassan          |      | New Hampshire kormányzója New Hampshire szenátusának tagja | 2017. január 3.    | 2022        |
| New Jersey      | 135x135px[halott link] | Bob Menendez           |      | Az Amerikai Egyesült Államok Képviselőházának tagja New Jersey közgyűlésének tagja New Jersey szenátusának tagja                                                                             | 2006. január 17.   | 2024        |
| New Jersey      | 124x124px[halott link] | Cory Booker            |      | Newark polgármestere Newark városi tanácsa | 2013. október 31.  | 2026        |
| New York        | 147x147px[halott link] | Chuck Schumer          |      | Az Amerikai Egyesült Államok Képviselőházának tagja New York állami közgyűlésének tagja | 1999. január 3.    | 2022        |
| New York        | 140x140px[halott link] | Kirsten Gillibrand     |      | Az Amerikai Egyesült Államok Képviselőházának tagja Az Amerikai Egyesült Államok Lakásügyi és városfejlesztési miniszterének tanácsadója                                                     | 2009. január 26.   | 2024        |
| Nyugat-Virginia | 140x140px[halott link] | Joe Manchin            |      | Nyugat-Virginia kormányzója Nyugat-Virginia külügyminisztere Nyugat-Virginia delegátusi házának tagja Nyugat-Virginia szenátusának tagja                                                     | 2010. november 15. | 2024        |
| Nyugat-Virginia | 135x135px[halott link] | Shelley Moore Capito   |      | Az Amerikai Egyesült Államok Képviselőházának tagja Nyugat-Virginia delegátusi házának tagja                                                                                                 | 2015. január 3.    | 2026        |
| Ohio            | 127x127px[halott link] | Sherrod Brown          |      | Az Amerikai Egyesült Államok Képviselőházának tagja Ohio külügyminisztere Ohio képviselőházának tagja                                                                                        | 2007. január 3.    | 2024        |
| Ohio            | 141x141px[halott link] | Rob Portman            |      | Az Amerikai Egyesült Államok Képviselőházának tagja Az Amerikai Egyesült Államok Külkereskedelmi képviselője Az Amerikai Egyesült Államok Menedzsment és költségvetési irodájának igazgatója | 2011. január 3.    | 2022        |
| Oklahoma        | 136x136px[halott link] | Jim Inhofe             |      | Az Amerikai Egyesült Államok Képviselőházának tagja Tulsa polgármestere Oklahoma szenátusának tagja Oklahoma képviselőházának tagja                                                          | 1994. november 16. | 2026        |
| Oklahoma        | 131x131px[halott link] | James Lankford         |      | Az Amerikai Egyesült Államok Képviselőházának tagja | 2015. január 3.    | 2022        |
| Oregon          | 131x131px[halott link] | Ron Wyden              |      | Az Amerikai Egyesült Államok Képviselőházának tagja | 1996. február 6.   | 2022        |
| Oregon          | 136x136px[halott link] | Jeff Merkley           |      | Oregon Képviselőházának elnöke | 2009. január 3.    | 2026        |
| Pennsylvania    | 136x136px[halott link] | Bob Casey Jr.          |      | Pennsylvania kincstárnoka Pennsylvania számvevője | 2007. január 3.    | 2024        |
| Pennsylvania    | 142x142px[halott link] | Pat Toomey             |      | Az Amerikai Egyesült Államok Képviselőházának tagja | 2011. január 3.    | 2022        |
| Rhode Island    | 125x125px[halott link] | Jack Reed              |      | Az Amerikai Egyesült Államok Képviselőházának tagja Rhode Island szenátusának tagja | 1997. január 3.    | 2026        |
| Rhode Island    | 122x122px[halott link] | Sheldon Whitehouse     |      | Rhode Islan legfelsőbb ügyésze Az Amerikai Egyesült Államok ügyésze | 2007. január 3.    | 2024        |
| Tennessee       | 133x133px[halott link] | Marsha Blackburn       |      | Az Amerikai Egyesült Államok Képviselőházának tagja Tennessee szenátusának tagja | 2019. január 3.    | 2024        |
| Tennessee       | 125x125px[halott link] | Bill Hagerty           |      | Az Amerikai Egyesült Államok Japán nagykövete Tennessee Gazdasági és közösségi fejlesztésének minisztere                                                                                     | 2021. január 3.    | 2026        |
| Texas           | 136x136px[halott link] | John Cornyn            |      | San Antonio kerületi ügyésze Texas legfelsőbb ügyésze Texas legfelsőbb ügyészségének tagja                                                                                                   | 2002. december 2.  | 2026        |
| Texas           | 133x133px[halott link] | Ted Cruz               |      | U.S. Assoc. Deputy AG Texas Legfelsőbb államügyésze | 2013. január 3.    | 2024        |
| Új-Mexikó       | 127x127px[halott link] | Martin Heinrich        |      | Az Amerikai Egyesült Államok Képviselőházának tagja Albuquerque önkormányzatának tagja | 2013. január 3.    | 2024        |
| Új-Mexikó       | 101x101px[halott link] | Ben Ray Luján          |      | Az Amerikai Egyesült Államok Képviselőházának tagja | 2021. január 3.    | 2026        |
| Utah            | 126x126px[halott link] | Mike Lee               |      | Az Amerikai Egyesült Államok helyettes ügyésze | 2011. január 3.    | 2022        |
| Utah            | 134x134px[halott link] | Mitt Romney            |      | Massachusetts kormányzója | 2019. január 3.    | 2024        |
| Vermont         | 137x137px[halott link] | Patrick Leahy          |      | Vermont állami ügyésze | 1975. január 3.    | 2022        |
| Vermont         | 133x133px[halott link] | Bernie Sanders         | FÜGG | Az Amerikai Egyesült Államok Képviselőházának tagja Burlington polgármestere | 2007. január 3.    | 2024        |
| Virginia        | 140x140px[halott link] | Mark Warner            |      | Virginia kormányzója Virginiai Demokrata Párt igazgatója | 2009. január 3.    | 2026        |
| Virginia        | 122x122px[halott link] | Tim Kaine              |      | Virginia kormányzója Virginia helyettes kormányzója A Demokrata Nemzeti Bizottság igazgatója Richmond polgármestere                                                                          | 2013. január 3.    | 2024        |
| Washington      | 132x132px[halott link] | Patty Murray           |      | Washington szenátusának tagja | 1993. január 3.    | 2022        |
| Washington      | 124x124px[halott link] | Maria Cantwell         |      | Az Amerikai Egyesült Államok Képviselőházának tagja Washington képviselőházának tagja | 2001. január 3.    | 2024        |
| Wisconsin       | 129x129px[halott link] | Ron Johnson            |      | Nem volt korábbi politikai pozíciója | 2011. január 3.    | 2022        |
| Wisconsin       | 134x134px[halott link] | Tammy Baldwin          |      | Az Amerikai Egyesült Államok Képviselőházának tagja Wisconsin közgyűlésének tagja | 2013. január 3.    | 2024        |
| Wyoming         | 125x125px[halott link] | John Barrasso          |      | Wyoming szenátusának tagja | 2007. június 25.   | 2024        |
| Wyoming         | 113x113px[halott link] | Cynthia Lummis         |      | Az Amerikai Egyesült Államok Képviselőházának tagja Wyoming kincstárnoka Wyoming szenátusának tagja Wyoming képviselőházának tagja                                                           | 2021. január 3.    | 2026        |

## A Képviselőház tagjainak listája
| Körzet            | Tag                                          | Párt                                         | Tanulmányok | Hivatalbalépés                               | Lakhely                                      | Kor                                          |
| ----------------- | -------------------------------------------- | -------------------------------------------- | --- | -------------------------------------------- | -------------------------------------------- | -------------------------------------------- |
| Alabama 1         | Jerry Carl                                   |                                              | Florida Gateway College | 2021                                         | Mobile                                       | 1958. június 17. (66 éves)                   |
| Alabama 2         | Barry Moore                                  |                                              | Enterprise State Community College (AS) Auburn University (BS)                                                                                          | 2021                                         | Enterprise                                   | 1966. szeptember 26. (58 éves)               |
| Alabama 3         | Mike Rogers                                  |                                              | Jacksonville State University (BA, MPA) Birmingham School of Law (JD)                                                                                   | 2003                                         | Anniston                                     | 1958. július 16. (66 éves)                   |
| Alabama 4         | Robert Aderholt                              |                                              | University of North Alabama Birmingham–Southern College (BA) Samford University (JD)                                                                    | 1997                                         | Haleyville                                   | 1965. július 22. (59 éves)                   |
| Alabama 5         | Mo Brooks                                    |                                              | Duke University (BA) University of Alabama (JD) | 2011                                         | Huntsville                                   | 1954. április 29. (71 éves)                  |
| Alabama 6         | Gary Palmer                                  |                                              | University of Alabama (BS) | 2015                                         | Hoover                                       | 1954. május 14. (71 éves)                    |
| Alabama 7         | Terri Sewell                                 |                                              | Princeton University (BA) St Hilda's College, Oxford (MA) Harvard University (JD)                                                                       | 2011                                         | Birmingham                                   | 1965. január 1. (60 éves)                    |
| Alaszka           | Széküresedés                                 | Széküresedés                                 | Széküresedés | Széküresedés                                 | Széküresedés                                 | Széküresedés                                 |
| Arizona 1         | Tom O'Halleran                               |                                              | Lewis University DePaul University | 2017                                         | Sedona                                       | 1946. január 24. (79 éves)                   |
| Arizona 2         | Ann Kirkpatrick                              |                                              | University of Arizona (BA, JD) | 2019                                         | Tucson                                       | 1950. március 24. (75 éves)                  |
| Arizona 3         | Raúl Grijalva                                |                                              | University of Arizona (BA) | 2003                                         | Tucson                                       | 1948. február 19. (77 éves)                  |
| Arizona 4         | Paul Gosar                                   |                                              | Creighton University (BS, DDS) | 2011                                         | Prescott                                     | 1958. november 27. (66 éves)                 |
| Arizona 5         | Andy Biggs                                   |                                              | Brigham Young University (BA) University of Arizona (JD) Arizona State University, Phoenix (MA)                                                         | 2017                                         | Gilbert                                      | 1958. november 7. (66 éves)                  |
| Arizona 6         | David Schweikert                             |                                              | Arizona State University, Tempe (BS, MBA) | 2011                                         | Fountain Hills                               | 1962. március 3. (63 éves)                   |
| Arizona 7         | Ruben Gallego                                |                                              | Harvard University (BA) | 2015                                         | Phoenix                                      | 1979. november 20. (45 éves)                 |
| Arizona 8         | Debbie Lesko                                 |                                              | University of Wisconsin–Madison (BA) | 2018 (speciális)                             | Peoria                                       | 1958. november 14. (66 éves)                 |
| Arizona 9         | Greg Stanton                                 |                                              | Marquette University (BA) University of Michigan (JD)                                                                                                   | 2019                                         | Phoenix                                      | 1970. március 8. (55 éves)                   |
| Arkansas 1        | Rick Crawford                                |                                              | Arkansas State University (BS) | 2011                                         | Jonesboro                                    | 1966. január 22. (59 éves)                   |
| Arkansas 2        | French Hill                                  |                                              | Vanderbilt University (BS) | 2015                                         | Little Rock                                  | 1956. december 5. (68 éves)                  |
| Arkansas 3        | Steve Womack                                 |                                              | Arkansas Tech University (BA) | 2011                                         | Rogers                                       | 1957. február 18. (68 éves)                  |
| Arkansas 4        | Bruce Westerman                              |                                              | University of Arkansas (BS) Yale University (MS) | 2015                                         | Hot Springs                                  | 1967. november 18. (57 éves)                 |
| Colorado 1        | Diana DeGette                                |                                              | Colorado College (BA) New York University (JD) | 1997                                         | Denver                                       | 1957. július 29. (67 éves)                   |
| Colorado 2        | Joe Neguse                                   |                                              | University of Colorado, Boulder (BA, JD) | 2019                                         | Lafayette                                    | 1984. május 13. (41 éves)                    |
| Colorado 3        | Lauren Boebert                               |                                              | – | 2021                                         | Silt                                         | 1986. december 15. (38 éves)                 |
| Colorado 4        | Ken Buck                                     |                                              | Princeton University (BA) University of Wyoming (JD) | 2015                                         | Windsor                                      | 1959. február 16. (66 éves)                  |
| Colorado 5        | Doug Lamborn                                 |                                              | University of Kansas (BS, JD) | 2007                                         | Colorado Springs                             | 1954. május 24. (71 éves)                    |
| Colorado 6        | Jason Crow                                   |                                              | University of Wisconsin, Madison (BA) University of Denver (JD)                                                                                         | 2019                                         | Aurora                                       | 1979. március 15. (46 éves)                  |
| Colorado 7        | Ed Perlmutter                                |                                              | University of Colorado Boulder (BA, JD) | 2007                                         | Arvada                                       | 1953. május 1. (72 éves)                     |
| Connecticut 1     | John B. Larson                               |                                              | Central Connecticut State University (BA) | 1999                                         | East Hartford                                | 1948. július 22. (76 éves)                   |
| Connecticut 2     | Joe Courtney                                 |                                              | Tufts University (BA) University of Connecticut (JD) | 2007                                         | Vernon                                       | 1953. április 6. (72 éves)                   |
| Connecticut 3     | Rosa DeLauro                                 |                                              | Marymount College, Tarrytown (BA) London School of Economics (MA) Columbia University (MA)                                                              | 1991                                         | New Haven                                    | 1943. március 2. (82 éves)                   |
| Connecticut 4     | Jim Himes                                    |                                              | Harvard University (BA) St Edmund Hall, Oxford (MPhil)                                                                                                  | 2009                                         | Cos Cob                                      | 1966. július 5. (58 éves)                    |
| Connecticut 5     | Jahana Hayes                                 |                                              | Naugatuck Valley Community College Southern Connecticut State University (BA) University of Saint Joseph (MA) University of Bridgeport (SYC)            | 2019                                         | Wolcott                                      | 1973. március 8. (52 éves)                   |
| Delaware          | Lisa Blunt Rochester                         |                                              | Fairleigh Dickinson University (BA) University of Delaware (MA)                                                                                         | 2017                                         | Wilmington                                   | 1962. február 10. (63 éves)                  |
| Dél-Dakota        | Dusty Johnson                                |                                              | University of South Dakota (BA) University of Kansas (MPA)                                                                                              | 2019                                         | Mitchell                                     | 1976. szeptember 30. (48 éves)               |
| Dél-Karolina 1    | Nancy Mace                                   |                                              | The Citadel (BS) University of Georgia (MS) | 2021                                         | Charleston                                   | 1977. december 4. (47 éves)                  |
| Dél-Karolina 2    | Joe Wilson                                   |                                              | Washington and Lee University (BA) University of South Carolina (JD)                                                                                    | 2001 (speciális)                             | Springdale                                   | 1947. július 31. (77 éves)                   |
| Dél-Karolina 3    | Jeff Duncan                                  |                                              | Clemson University (BA) | 2011                                         | Laurens                                      | 1966. január 7. (59 éves)                    |
| Dél-Karolina 4    | William Timmons                              |                                              | George Washington University (BA) University of South Carolina (MA, JD)                                                                                 | 2019                                         | Greenville                                   | 1984. április 30. (41 éves)                  |
| Dél-Karolina 5    | Ralph Norman                                 |                                              | Presbyterian College (BS) | 2017 (speciális)                             | Rock Hill                                    | 1953. június 20. (71 éves)                   |
| Dél-Karolina 6    | Jim Clyburn                                  |                                              | South Carolina State University (BA) | 1993                                         | Columbia                                     | 1940. július 21. (84 éves)                   |
| Dél-Karolina 7    | Tom Rice                                     |                                              | University of South Carolina (BS, MA, JD) | 2013                                         | Myrtle Beach                                 | 1957. augusztus 4. (67 éves)                 |
| Észak-Dakota      | Kelly Armstrong                              |                                              | University of North Dakota (BA, JD) | 2019                                         | Dickinson                                    | 1976. október 8. (48 éves)                   |
| Észak-Karolina 1  | G. K. Butterfield                            |                                              | North Carolina Central University (BA, JD) | 2004 (speciális)                             | Wilson                                       | 1947. április 27. (78 éves)                  |
| Észak-Karolina 2  | Deborah Ross                                 |                                              | Brown University (AB) University of North Carolina at Chapel Hill (JD)                                                                                  | 2021                                         | Raleigh                                      | 1963. június 20. (61 éves)                   |
| Észak-Karolina 3  | Greg Murphy                                  |                                              | Davidson College (BA) University of North Carolina at Chapel Hill (MD)                                                                                  | 2019 (speciális)                             | Greenville                                   | 1963. március 5. (62 éves)                   |
| Észak-Karolina 4  | David Price                                  |                                              | Mars Hill University University of North Carolina at Chapel Hill (BA) Yale University (BDiv, PhD)                                                       | 1997                                         | Chapel Hill                                  | 1940. augusztus 17. (84 éves)                |
| Észak-Karolina 5  | Virginia Foxx                                |                                              | University of North Carolina at Chapel Hill (BA) University of North Carolina at Greensboro (MA, EdD)                                                   | 2005                                         | Banner Elk                                   | 1943. június 29. (81 éves)                   |
| Észak-Karolina 6  | Kathy Manning                                |                                              | Harvard University (AB) University of Michigan (JD) | 2021                                         | Greensboro                                   | 1956. december 3. (68 éves)                  |
| Észak-Karolina 7  | David Rouzer                                 |                                              | North Carolina State University (BS) | 2015                                         | Wilmington                                   | 1972. február 16. (53 éves)                  |
| Észak-Karolina 8  | Richard Hudson                               |                                              | University of North Carolina at Charlotte (BA) | 2013                                         | Concord                                      | 1971. november 4. (53 éves)                  |
| Észak-Karolina 9  | Dan Bishop                                   |                                              | University of North Carolina at Chapel Hill (BS, JD) | 2019 (speciális)                             | Charlotte                                    | 1964. július 1. (60 éves)                    |
| Észak-Karolina 10 | Patrick McHenry                              |                                              | North Carolina State University Belmont Abbey College (BA)                                                                                              | 2005                                         | Lake Norman                                  | 1975. október 22. (49 éves)                  |
| Észak-Karolina 11 | Madison Cawthorn                             |                                              | - | 2021                                         | Hendersonville                               | 1995. augusztus 1. (29 éves)                 |
| Észak-Karolina 12 | Alma Adams                                   |                                              | North Carolina A&T State University (BS, MS) Ohio State University (PhD)                                                                                | 2014 (speciális)                             | Charlotte                                    | 1946. május 27. (79 éves)                    |
| Észak-Karolina 13 | Ted Budd                                     |                                              | Appalachian State University (BS) Dallas Theological Seminary (MA) Wake Forest University (MBA)                                                         | 2017                                         | Advance                                      | 1971. október 21. (53 éves)                  |
| Florida 1         | Matt Gaetz                                   |                                              | Florida State University (BS) College of William & Mary (JD)                                                                                            | 2017                                         | Fort Walton Beach                            | 1982. május 7. (43 éves)                     |
| Florida 2         | Neal Dunn                                    |                                              | Washington and Lee University (BS) George Washington University (MD)                                                                                    | 2017                                         | Panama City                                  | 1953. február 16. (72 éves)                  |
| Florida 3         | Kat Cammack                                  |                                              | Metropolitan State University of Denver (BA) Naval War College (MS)                                                                                     | 2021                                         | Gainesville                                  | 1988. február 16. (37 éves)                  |
| Florida 4         | John Rutherford                              |                                              | Florida State College Florida State University (BS) | 2017                                         | Jacksonville                                 | 1952. szeptember 2. (72 éves)                |
| Florida 5         | Al Lawson                                    |                                              | Florida A&M University (BA) Florida State University (MPA)                                                                                              | 2017                                         | Tallahassee                                  | 1948. szeptember 23. (76 éves)               |
| Florida 6         | Michael Waltz                                |                                              | Virginia Military Institute (BS) | 2019                                         | St. Augustine Beach                          | 1974. január 31. (51 éves)                   |
| Florida 7         | Stephanie Murphy                             |                                              | College of William & Mary (BA) Georgetown University (MS)                                                                                               | 2017                                         | Winter Park                                  | 1978. szeptember 16. (46 éves)               |
| Florida 8         | Bill Posey                                   |                                              | Eastern Florida State College | 2009                                         | Rockledge                                    | 1947. december 18. (77 éves)                 |
| Florida 9         | Darren Soto                                  |                                              | Rutgers University–New Brunswick (BA) George Washington University (JD)                                                                                 | 2017                                         | Kissimmee                                    | 1978. február 25. (47 éves)                  |
| Florida 10        | Val Demings                                  |                                              | Florida State University (BS) | 2017                                         | Orlando                                      | 1957. március 12. (68 éves)                  |
| Florida 11        | Daniel Webster                               |                                              | Georgia Institute of Technology (BS) | 2011                                         | Clermont                                     | 1949. április 27. (76 éves)                  |
| Florida 12        | Gus Bilirakis                                |                                              | St. Petersburg College University of Florida (BA) Stetson University (JD)                                                                               | 2007                                         | Palm Harbor                                  | 1963. február 8. (62 éves)                   |
| Florida 13        | Charlie Crist                                |                                              | Wake Forest University Florida State University (BA) Samford University (JD)                                                                            | 2017                                         | St. Petersburg                               | 1956. július 24. (68 éves)                   |
| Florida 14        | Kathy Castor                                 |                                              | Emory University (BA) Florida State University (JD) | 2007                                         | Tampa                                        | 1966. augusztus 20. (58 éves)                |
| Florida 15        | Scott Franklin                               |                                              | United States Naval Academy (BA) Embry–Riddle Aeronautical University (MBA)                                                                             | 2021                                         | Lakeland                                     | 1964. augusztus 23. (60 éves)                |
| Florida 16        | Vern Buchanan                                |                                              | Cleary University (BA) University of Detroit Mercy (MBA)                                                                                                | 2007                                         | Sarasota                                     | 1951. május 8. (74 éves)                     |
| Florida 17        | Greg Steube                                  |                                              | University of Florida (BS, JD) | 2019                                         | Sarasota                                     | 1978. május 19. (47 éves)                    |
| Florida 18        | Brian Mast                                   |                                              | Palm Beach Atlantic University American Military University Harvard University (BLA)                                                                    | 2017                                         | Palm City                                    | 1980. július 10. (44 éves)                   |
| Florida 19        | Byron Donalds                                |                                              | Florida State University (BS) | 2021                                         | Naples                                       | 1978. október 26. (46 éves)                  |
| Florida 20        | Sheila Cherfilus-McCormick                   |                                              | Howard University (BA) St. Thomas University (JD) | 2022                                         |                                              | 1979. január 25. (46 éves)                   |
| Florida 21        | Lois Frankel                                 |                                              | Boston University (BA) Georgetown University (JD) | 2013                                         | West Palm Beach                              | 1948. május 16. (77 éves)                    |
| Florida 22        | Ted Deutch                                   |                                              | University of Michigan (BA, JD) | 2010 (speciális)                             | Boca Raton                                   | 1966. május 7. (59 éves)                     |
| Florida 23        | Debbie Wasserman Schultz                     |                                              | University of Florida (BA, MA) | 2005                                         | Weston                                       | 1966. szeptember 27. (58 éves)               |
| Florida 24        | Frederica Wilson                             |                                              | Fisk University (BA) University of Miami (MA) | 2011                                         | Miami Gardens                                | 1942. november 5. (82 éves)                  |
| Florida 25        | Mario Díaz-Balart                            |                                              | University of South Florida (BA) | 2003                                         | Miami                                        | 1961. szeptember 25. (63 éves)               |
| Florida 26        | Carlos Giménez                               |                                              | Barry University (BPA) | 2021                                         | Miami                                        | 1954. január 17. (71 éves)                   |
| Florida 27        | Maria Elvira Salazar                         |                                              | Miami Dade College University of Miami (BA) Harvard University (MPA)                                                                                    | 2021                                         | Miami                                        | 1961. november 1. (63 éves)                  |
| Georgia 1         | Buddy Carter                                 |                                              | Young Harris College University of Georgia (BS) | 2015                                         | Pooler                                       | 1957. szeptember 6. (67 éves)                |
| Georgia 2         | Sanford Bishop                               |                                              | Morehouse College (BA) Emory University (JD) | 1993                                         | Albany                                       | 1947. február 4. (78 éves)                   |
| Georgia 3         | Drew Ferguson                                |                                              | University of Georgia (BS) Augusta University (DMD) | 2017                                         | West Point                                   | 1966. november 15. (58 éves)                 |
| Georgia 4         | Hank Johnson                                 |                                              | Clark Atlanta University (BA) Texas Southern University (JD)                                                                                            | 2007                                         | Lithonia                                     | 1954. október 2. (70 éves)                   |
| Georgia 5         | Nikema Williams                              |                                              | Talladega College (BA) | 2021                                         | Atlanta                                      | 1978. július 30. (46 éves)                   |
| Georgia 6         | Lucy McBath                                  |                                              | Virginia State University (BA) | 2019                                         | Marietta                                     | 1960. június 1. (65 éves)                    |
| Georgia 7         | Carolyn Bourdeaux                            |                                              | Yale University (BA) University of Southern Kalifornia (MPA) Syracuse University (DPA)                                                                  | 2021                                         | Suwanee                                      | 1970. június 3. (55 éves)                    |
| Georgia 8         | Austin Scott                                 |                                              | University of Georgia (BA) | 2011                                         | Tifton                                       | 1969. december 10. (55 éves)                 |
| Georgia 9         | Andrew Clyde                                 |                                              | University of Notre Dame (BA) Bethel University (BBA) University of Georgia (MBA)                                                                       | 2021                                         | Athens                                       | 1963. november 22. (61 éves)                 |
| Georgia 10        | Jody Hice                                    |                                              | Asbury University (BA) Southwestern Baptist Theological Seminary (MDiv) Luther Rice College and Seminary (DMin)                                         | 2015                                         | Greensboro                                   | 1960. április 22. (65 éves)                  |
| Georgia 11        | Barry Loudermilk                             |                                              | Air University Wayland Baptist University (BS) | 2015                                         | Cassville                                    | 1963. december 22. (61 éves)                 |
| Georgia 12        | Rick W. Allen                                |                                              | Auburn University (BS) | 2015                                         | Augusta                                      | 1951. november 7. (73 éves)                  |
| Georgia 13        | David Scott                                  |                                              | Florida A&M University (BA) University of Pennsylvania (MBA)                                                                                            | 2003                                         | Atlanta                                      | 1945. június 27. (79 éves)                   |
| Georgia 14        | Marjorie Taylor Greene                       |                                              | University of Georgia (BBA) | 2021                                         | Rome                                         | 1974. augusztus 27. (50 éves)                |
| Hawaii 1          | Ed Case                                      |                                              | Williams College (BA) University of Kalifornia, Hastings (JD)                                                                                           | 2019                                         | Kaneohe                                      | 1952. szeptember 27. (72 éves)               |
| Hawaii 2          | Kai Kahele                                   |                                              | University of Hawai'i at Mānoa (BA) | 2021                                         | Hilo                                         | 1974. március 28. (51 éves)                  |
| Idaho 1           | Russ Fulcher                                 |                                              | Boise State University (BA, MBA) | 2019                                         | Meridian                                     | 1962. március 9. (63 éves)                   |
| Idaho 2           | Mike Simpson                                 |                                              | Utah State University (BS) Washington University in St. Louis (DMD)                                                                                     | 1999                                         | Idaho Falls                                  | 1950. szeptember 8. (74 éves)                |
| Illinois 1        | Bobby Rush                                   |                                              | Roosevelt University (BGS) University of Illinois at Chicago (MA) McCormick Theological Seminary (MA)                                                   | 1993                                         | Chicago                                      | 1946. november 23. (78 éves)                 |
| Illinois 2        | Robin Kelly                                  |                                              | Bradley University (BA, MA) Northern Illinois University (PhD)                                                                                          | 2013 (speciális)                             | Matteson                                     | 1956. április 30. (69 éves)                  |
| Illinois 3        | Marie Newman                                 |                                              | University of Wisconsin–Madison (BA) | 2021                                         | La Grange                                    | 1964. április 13. (61 éves)                  |
| Illinois 4        | Jesús "Chuy" García                          |                                              | University of Illinois, Chicago (BA, MUP) | 2019                                         | Chicago                                      | 1956. április 12. (69 éves)                  |
| Illinois 5        | Mike Quigley                                 |                                              | Roosevelt University (BA) University of Chicago (MPP) Loyola University Chicago (JD)                                                                    | 2009 (speciális)                             | Chicago                                      | 1958. október 17. (66 éves)                  |
| Illinois 6        | Sean Casten                                  |                                              | Middlebury College (BA) Dartmouth College (MSEM, MS) | 2019                                         | Downers Grove                                | 1971. november 23. (53 éves)                 |
| Illinois 7        | Danny K. Davis                               |                                              | University of Arkansas at Pine Bluff (BA) Chicago State University (MS) Union Institute & University (PhD)                                              | 1997                                         | Chicago                                      | 1941. szeptember 6. (83 éves)                |
| Illinois 8        | Raja Krishnamoorthi                          |                                              | Princeton University (BS) Harvard University (JD) | 2017                                         | Schaumburg                                   | 1973. július 19. (51 éves)                   |
| Illinois 9        | Jan Schakowsky                               |                                              | University of Illinois at Urbana–Champaign (BS) | 1999                                         | Evanston                                     | 1944. május 26. (81 éves)                    |
| Illinois 10       | Brad Schneider                               |                                              | Northwestern University (BS, MBA) | 2017                                         | Deerfield                                    | 1961. augusztus 20. (63 éves)                |
| Illinois 11       | Bill Foster                                  |                                              | University of Wisconsin–Madison (BS) Harvard University (MS, PhD)                                                                                       | 2013                                         | Naperville                                   | 1955. október 7. (69 éves)                   |
| Illinois 12       | Mike Bost                                    |                                              | – | 2015                                         | Murphysboro                                  | 1960. december 30. (64 éves)                 |
| Illinois 13       | Rodney Davis                                 |                                              | Millikin University (BA) | 2013                                         | Taylorville                                  | 1970. január 5. (55 éves)                    |
| Illinois 14       | Lauren Underwood                             |                                              | University of Michigan (BSN) Johns Hopkins University (MSN, MPH)                                                                                        | 2019                                         | Naperville                                   | 1986. október 4. (38 éves)                   |
| Illinois 15       | Mary Miller                                  |                                              | Eastern Illinois University (BA, BS) | 2021                                         | Oakland                                      | 1959. augusztus 27. (65 éves)                |
| Illinois 16       | Adam Kinzinger                               |                                              | Illinois State University (BA) | 2011                                         | Channahon                                    | 1978. február 27. (47 éves)                  |
| Illinois 17       | Cheri Bustos                                 |                                              | University of Maryland, College Park (BA) University of Illinois, Springfield (MA)                                                                      | 2013                                         | Moline                                       | 1961. október 17. (63 éves)                  |
| Illinois 18       | Darin LaHood                                 |                                              | Loras College (BA) John Marshall Law School, Chicago (JD)                                                                                               | 2015 (speciális)                             | Peoria                                       | 1968. július 5. (56 éves)                    |
| Indiana 1         | Frank J. Mrvan                               |                                              | Ball State University (BS) | 2021                                         | Highland                                     | 1969. április 16. (56 éves)                  |
| Indiana 2         | Jackie Walorski                              |                                              | Liberty University Taylor University (BA) | 2013                                         | Elkhart                                      | 1963. augusztus 17. (61 éves)                |
| Indiana 3         | Jim Banks                                    |                                              | Indiana University Bloomington (BA) Grace College & Seminary (MBA)                                                                                      | 2017                                         | Columbia City                                | 1979. július 16. (45 éves)                   |
| Indiana 4         | Jim Baird                                    |                                              | Purdue University, West Lafayette (BS, MS) University of Kentucky (PhD)                                                                                 | 2019                                         | Greencastle                                  | 1945. június 4. (80 éves)                    |
| Indiana 5         | Victoria Spartz                              |                                              | Kyiv National Economic University (BS, MBA) Indiana University, Indianapolis (MAcc)                                                                     | 2021                                         | Noblesville                                  | 1978. október 6. (46 éves)                   |
| Indiana 6         | Greg Pence                                   |                                              | Loyola University Chicago (BA, MBA) | 2019                                         | Columbus                                     | 1956. november 14. (68 éves)                 |
| Indiana 7         | André Carson                                 |                                              | Concordia University Wisconsin (BA) Indiana Wesleyan University (MS)                                                                                    | 2008 (speciális)                             | Indianapolis                                 | 1974. október 16. (50 éves)                  |
| Indiana 8         | Larry Bucshon                                |                                              | University of Illinois at Urbana–Champaign (BS) University of Illinois at Chicago (MD)                                                                  | 2011                                         | Evansville                                   | 1962. május 31. (63 éves)                    |
| Indiana 9         | Trey Hollingsworth                           |                                              | University of Pennsylvania (BS) Georgetown University (MPP)                                                                                             | 2017                                         | Jeffersonville                               | 1983. szeptember 12. (41 éves)               |
| Iowa 1            | Ashley Hinson                                |                                              | University of Southern Kalifornia (BA) | 2021                                         | Marion                                       | 1983. június 27. (41 éves)                   |
| Iowa 2            | Mariannette MilleMeeks                       |                                              | Texas Christian University (BS) University of Southern Kalifornia (MS) University of Texas, San Antonio (MD)                                            | 2021                                         | Ottumwa                                      | 1955. szeptember 6. (69 éves)                |
| Iowa 3            | Cindy Axne                                   |                                              | University of Iowa (BA) Northwestern University (MBA)                                                                                                   | 2019                                         | West Des Moines                              | 1965. április 20. (60 éves)                  |
| Iowa 4            | Randy Feenstra                               |                                              | Dordt University (BA) Iowa State University (MPA) | 2021                                         | Hull                                         | 1969. január 14. (56 éves)                   |
| Kalifornia 1      | Doug LaMalfa                                 |                                              | Butte College Kalifornia Polytechnic State University (BS)                                                                                              | 2013                                         | Oroville                                     | 1960. július 2. (64 éves)                    |
| Kalifornia 2      | Jared Huffman                                |                                              | University of Kalifornia, Santa Barbara (BA) Boston College (JD)                                                                                        | 2013                                         | San Rafael                                   | 1964. február 18. (61 éves)                  |
| Kalifornia 3      | John Garamendi                               |                                              | University of Kalifornia, Berkeley (BA) Harvard University (MBA)                                                                                        | 2009 (speciális)                             | Walnut Grove                                 | 1945. január 24. (80 éves)                   |
| Kalifornia 4      | Tom McClintock                               |                                              | University of Kalifornia, Los Angeles (BA) | 2009                                         | Elk Grove                                    | 1956. július 10. (68 éves)                   |
| Kalifornia 5      | Mike Thompson                                |                                              | Napa Valley College Kalifornia State University, Chico (BA, MPA)                                                                                        | 1999                                         | St. Helena                                   | 1951. január 24. (74 éves)                   |
| Kalifornia 6      | Doris Matsui                                 |                                              | University of Kalifornia, Berkeley (BA) | 2005 (speciális)                             | Sacramento                                   | 1944. szeptember 25. (80 éves)               |
| Kalifornia 7      | Ami Bera                                     |                                              | University of Kalifornia, Irvine (BS, MD) | 2013                                         | Elk Grove                                    | 1965. március 2. (60 éves)                   |
| Kalifornia 8      | Jay Obernolte                                |                                              | Kalifornia Institute of Technology (BS) University of Kalifornia, Los Angeles (MS)                                                                      | 2021                                         | Big Bear Lake                                | 1970. augusztus 18. (54 éves)                |
| Kalifornia 9      | Jerry McNerney                               |                                              | United States Military Academy University of New Mexico (BS, MS, PhD)                                                                                   | 2007                                         | Stockton                                     | 1951. június 18. (73 éves)                   |
| Kalifornia 10     | Josh Harder                                  |                                              | Stanford University (BA) Harvard University (MBA, MPP)                                                                                                  | 2019                                         | Turlock                                      | 1986. augusztus 1. (38 éves)                 |
| Kalifornia 11     | Mark DeSaulnier                              |                                              | College of the Holy Cross (BA) | 2015                                         | Concord                                      | 1952. március 31. (73 éves)                  |
| Kalifornia 12     | Nancy Pelosi                                 |                                              | Trinity Washington University (BA) | 1987 (speciális)                             | San Francisco                                | 1940. március 26. (85 éves)                  |
| Kalifornia 13     | Barbara Lee                                  |                                              | Mills College (BA) University of Kalifornia, Berkeley (MSW)                                                                                             | 1998 (speciális)                             | Oakland                                      | 1946. július 16. (78 éves)                   |
| Kalifornia 14     | Jackie Speier                                |                                              | University of Kalifornia, Davis (BA) University of Kalifornia, Hastings (JD)                                                                            | 2008 (speciális)                             | Hillsborough                                 | 1950. május 14. (75 éves)                    |
| Kalifornia 15     | Eric Swalwell                                |                                              | Campbell University University of Maryland, College Park (BA) University of Maryland, Baltimore (JD)                                                    | 2013                                         | Dublin                                       | 1980. november 16. (44 éves)                 |
| Kalifornia 16     | Jim Costa                                    |                                              | Kalifornia State University, Fresno (BA) | 2005                                         | Fresno                                       | 1952. április 13. (73 éves)                  |
| Kalifornia 17     | Ro Khanna                                    |                                              | University of Chicago (BA) Yale University (JD) | 2017                                         | Fremont                                      | 1976. szeptember 13. (48 éves)               |
| Kalifornia 18     | Anna Eshoo                                   |                                              | Cañada College | 1993                                         | Atherton                                     | 1942. december 13. (82 éves)                 |
| Kalifornia 19     | Zoe Lofgren                                  |                                              | Stanford University (BA) Santa Clara University (JD) | 1995                                         | San Jose                                     | 1947. december 21. (77 éves)                 |
| Kalifornia 20     | Jimmy Panetta                                |                                              | Monterey Peninsula College University of Kalifornia, Davis (BA) Santa Clara University (JD)                                                             | 2017                                         | Carmel Valley                                | 1969. október 1. (55 éves)                   |
| Kalifornia 21     | David Valadao                                |                                              | College of the Sequoias | 2021                                         | Hanford                                      | 1977. április 14. (48 éves)                  |
| Kalifornia 22     | Betöltetlen pozíció (2021. december 31-től). | Betöltetlen pozíció (2021. december 31-től). | Betöltetlen pozíció (2021. december 31-től). | Betöltetlen pozíció (2021. december 31-től). | Betöltetlen pozíció (2021. december 31-től). | Betöltetlen pozíció (2021. december 31-től). |
| Kalifornia 23     | Kevin McCarthy                               |                                              | Kalifornia State University, Bakersfield (BS, MBA) | 2007                                         | Bakersfield                                  | 1965. január 26. (60 éves)                   |
| Kalifornia 24     | Salud Carbajal                               |                                              | University of Kalifornia, Santa Barbara (BA) Fielding Graduate University (MA)                                                                          | 2017                                         | Santa Barbara                                | 1964. november 18. (60 éves)                 |
| Kalifornia 25     | Mike Garcia                                  |                                              | United States Naval Academy (BS) Georgetown University (MA)                                                                                             | 2020 (speciális)                             | Santa Clarita                                | 1976. április 24. (49 éves)                  |
| Kalifornia 26     | Julia Brownley                               |                                              | George Washington University (BA) American University (MBA)                                                                                             | 2013                                         | Westlake Village                             | 1952. augusztus 28. (72 éves)                |
| Kalifornia 27     | Judy Chu                                     |                                              | University of Kalifornia, Los Angeles (BA) Alliant International University (MA, PhD)                                                                   | 2009 (speciális)                             | Monterey Park                                | 1953. július 7. (71 éves)                    |
| Kalifornia 28     | Adam Schiff                                  |                                              | Stanford University (BA) Harvard University (JD) | 2001                                         | Burbank                                      | 1960. június 22. (64 éves)                   |
| Kalifornia 29     | Tony Cárdenas                                |                                              | University of Kalifornia, Santa Barbara (BS) | 2013                                         | Pacoima                                      | 1963. március 31. (62 éves)                  |
| Kalifornia 30     | Brad Sherman                                 |                                              | University of Kalifornia, Los Angeles (BA) Harvard University (JD)                                                                                      | 1997                                         | Sherman Oaks                                 | 1954. október 24. (70 éves)                  |
| Kalifornia 31     | Pete Aguilar                                 |                                              | University of Redlands (BS) | 2015                                         | Redlands                                     | 1979. június 19. (45 éves)                   |
| Kalifornia 32     | Grace Napolitano                             |                                              | Cerritos College Texas Southmost College | 1999                                         | Norwalk                                      | 1936. december 4. (88 éves)                  |
| Kalifornia 33     | Ted Lieu                                     |                                              | Stanford University (BA, BS) Georgetown University (JD)                                                                                                 | 2015                                         | Torrance                                     | 1969. március 29. (56 éves)                  |
| Kalifornia 34     | Jimmy Gomez                                  |                                              | University of Kalifornia, Los Angeles (BA) Harvard University (MPP)                                                                                     | 2017 (speciális)                             | Los Angeles                                  | 1974. november 25. (50 éves)                 |
| Kalifornia 35     | Norma Torres                                 |                                              | National Labor College (BA) | 2015                                         | Pomona                                       | 1965. április 4. (60 éves)                   |
| Kalifornia 36     | Raul Ruiz                                    |                                              | University of Kalifornia, Los Angeles (BS) Harvard University (MD, MPP, MPH)                                                                            | 2013                                         | Coachella                                    | 1972. augusztus 25. (52 éves)                |
| Kalifornia 37     | Karen Bass                                   |                                              | San Diego State University Kalifornia State University, Dominguez Hills (BS)                                                                            | 2011                                         | Los Angeles                                  | 1953. október 3. (71 éves)                   |
| Kalifornia 38     | Linda Sánchez                                |                                              | University of Kalifornia, Berkeley (BA) University of Kalifornia, Los Angeles (JD)                                                                      | 2003                                         | Whittier                                     | 1969. január 28. (56 éves)                   |
| Kalifornia 39     | Young Kim                                    |                                              | University of Southern Kalifornia (BBA) | 2021                                         | La Habra                                     | 1962. október 18. (62 éves)                  |
| Kalifornia 40     | Lucille Roybal-Allard                        |                                              | Kalifornia State University, Los Angeles (BA) | 1993                                         | Downey                                       | 1941. június 12. (84 éves)                   |
| Kalifornia 41     | Mark Takano                                  |                                              | Harvard University (BA) University of Kalifornia, Riverside (MFA)                                                                                       | 2013                                         | Riverside                                    | 1960. december 10. (64 éves)                 |
| Kalifornia 42     | Ken Calvert                                  |                                              | Chaffey College San Diego State University (BA) | 1993                                         | Corona                                       | 1953. június 8. (72 éves)                    |
| Kalifornia 43     | Maxine Waters                                |                                              | Kalifornia State University, Los Angeles (BA) | 1991                                         | Los Angeles                                  | 1938. augusztus 15. (86 éves)                |
| Kalifornia 44     | Nanette Barragán                             |                                              | University of Kalifornia, Los Angeles (BA) University of Southern Kalifornia (JD)                                                                       | 2017                                         | San Pedro                                    | 1976. szeptember 15. (48 éves)               |
| Kalifornia 45     | Katie Porter                                 |                                              | Yale University (BA) Harvard University (JD) | 2019                                         | Irvine                                       | 1974. január 3. (51 éves)                    |
| Kalifornia 46     | Lou Correa                                   |                                              | Kalifornia State University, Fullerton (BA) University of Kalifornia, Los Angeles (JD, MBA)                                                             | 2017                                         | Santa Ana                                    | 1958. január 24. (67 éves)                   |
| Kalifornia 47     | Alan Lowenthal                               |                                              | Hobart College (BA) Ohio State University (MA, PhD) | 2013                                         | Long Beach                                   | 1941. március 8. (84 éves)                   |
| Kalifornia 48     | Michelle Steel                               |                                              | Pepperdine University (BA) University of Southern Kalifornia (MBA)                                                                                      | 2021                                         | Surfside                                     | 1955. június 21. (69 éves)                   |
| Kalifornia 49     | Mike Levin                                   |                                              | Stanford University (BA) Duke University (JD) | 2019                                         | San Juan Capistrano                          | 1978. október 20. (46 éves)                  |
| Kalifornia 50     | Darrell Issa                                 |                                              | Siena Heights University (BA) | 2021                                         | San Diego                                    | 1953. november 1. (71 éves)                  |
| Kalifornia 51     | Juan Vargas                                  |                                              | University of San Diego (BA) Fordham University (MA) Harvard University (JD)                                                                            | 2013                                         | San Diego                                    | 1961. március 7. (64 éves)                   |
| Kalifornia 52     | Scott Peters                                 |                                              | Duke University (BA) New York University (JD) | 2013                                         | San Diego                                    | 1958. június 17. (66 éves)                   |
| Kalifornia 53     | Sara Jacobs                                  |                                              | Columbia University (BA, MIA) | 2021                                         | San Diego                                    | 1989. február 1. (36 éves)                   |
| Kansas 1          | Tracey Mann                                  |                                              | Kansas State University (BS) | 2021                                         | Salina                                       | 1976. december 17. (48 éves)                 |
| Kansas 2          | Jake LaTurner                                |                                              | Pittsburg State University (BA) | 2021                                         | Topeka                                       | 1988. február 17. (37 éves)                  |
| Kansas 3          | Sharice Davids                               |                                              | Haskell Indian Nations University University of Kansas Johnson County Community College University of Missouri–Kansas City (BA) Cornell University (JD) | 2019                                         | Roeland Park                                 | 1980. május 22. (45 éves)                    |
| Kansas 4          | Ron Estes                                    |                                              | Tennessee Technological University (BS, MBA) | 2017 (speciális)                             | Wichita                                      | 1956. július 19. (68 éves)                   |
| Kentucky 1        | James Comer                                  |                                              | Western Kentucky University (BS) | 2016 (speciális)                             | Tompkinsville                                | 1972. augusztus 19. (52 éves)                |
| Kentucky 2        | Brett Guthrie                                |                                              | United States Military Academy (BS) Yale University (MBA)                                                                                               | 2009                                         | Bowling Green                                | 1964. február 18. (61 éves)                  |
| Kentucky 3        | John Yarmuth                                 |                                              | Yale University (BA) Georgetown University | 2007                                         | Louisville                                   | 1947. november 4. (77 éves)                  |
| Kentucky 4        | Thomas Massie                                |                                              | Massachusetts Institute of Technology (BS, MS) | 2012 (speciális)                             | Garrison                                     | 1971. január 13. (54 éves)                   |
| Kentucky 5        | Hal Rogers                                   |                                              | Western Kentucky University (BA) University of Kentucky (LLB)                                                                                           | 1981                                         | Somerset                                     | 1937. december 31. (87 éves)                 |
| Kentucky 6        | Andy Barr                                    |                                              | University of Virginia (BA) University of Kentucky (JD)                                                                                                 | 2013                                         | Lexington                                    | 1973. július 24. (51 éves)                   |
| Louisiana 1       | Steve Scalise                                |                                              | Louisiana State University (BS) | 2008 (speciális)                             | Jefferson                                    | 1965. október 6. (59 éves)                   |
| Louisiana 2       | Troy Carter                                  |                                              | Xavier University of Louisiana (BA) | 2021                                         |                                              | 1963. október 26. (61 éves)                  |
| Louisiana 3       | Clay Higgins                                 |                                              | Louisiana State University | 2017                                         | Lafayette                                    | 1961. augusztus 24. (63 éves)                |
| Louisiana 4       | Mike Johnson                                 |                                              | Louisiana State University (BA, JD) | 2017                                         | Benton                                       | 1972. január 30. (53 éves)                   |
| Louisiana 5       | Julia Letlow                                 |                                              | University of Louisiana University of South Florida | 2021                                         | Start                                        | 1981. március 16. (44 éves)                  |
| Louisiana 6       | Garret Graves                                |                                              | University of Alabama Louisiana Tech University American University                                                                                     | 2015                                         | Baton Rouge                                  | 1972. január 31. (53 éves)                   |
| Maine 1           | Chellie Pingree                              |                                              | University of Southern Maine College of the Atlantic (BS)                                                                                               | 2009                                         | North Haven                                  | 1955. április 2. (70 éves)                   |
| Maine 2           | Jared Golden                                 |                                              | University of Maine, Farmington Bates College (BA) | 2019                                         | Lewiston                                     | 1982. július 25. (42 éves)                   |
| Maryland 1        | Andy Harris                                  |                                              | Johns Hopkins University (BS, MD, MHS) | 2011                                         | Cockeysville                                 | 1957. január 25. (68 éves)                   |
| Maryland 2        | Dutch Ruppersberger                          |                                              | Baltimore City College University of Maryland, College Park (BA) University of Baltimore (JD)                                                           | 2003                                         | Cockeysville                                 | 1946. január 31. (79 éves)                   |
| Maryland 3        | John Sarbanes                                |                                              | Princeton University (BA) Harvard University (JD) | 2007                                         | Baltimore                                    | 1962. május 22. (63 éves)                    |
| Maryland 4        | Anthony G. Brown                             |                                              | Harvard University (BA, JD) | 2017                                         | Bowie                                        | 1961. november 21. (63 éves)                 |
| Maryland 5        | Steny Hoyer                                  |                                              | University of Maryland, College Park (BA) Georgetown University (JD)                                                                                    | 1981 (speciális)                             | Mechanicsville                               | 1939. június 14. (86 éves)                   |
| Maryland 6        | David Trone                                  |                                              | Furman University (BA) University of Pennsylvania (MBA)                                                                                                 | 2019                                         | Potomac                                      | 1955. szeptember 21. (69 éves)               |
| Maryland 7        | Kweisi Mfume                                 |                                              | Baltimore City Community College Morgan State University (BA) Johns Hopkins University (MA)                                                             | 2020 (speciális)                             | Baltimore                                    | 1948. október 24. (76 éves)                  |
| Maryland 8        | Jamie Raskin                                 |                                              | Harvard University (BA, JD) | 2017                                         | Takoma Park                                  | 1962. december 13. (62 éves)                 |
| Massachusetts 1   | Richard Neal                                 |                                              | Holyoke Community College American International College (BA) University of Hartford (MA)                                                               | 1989                                         | Springfield                                  | 1949. február 14. (76 éves)                  |
| Massachusetts 2   | Jim McGovern                                 |                                              | American University (BA, MPA) | 1997                                         | Worcester                                    | 1959. november 20. (65 éves)                 |
| Massachusetts 3   | Lori Trahan                                  |                                              | Georgetown University (BA) | 2019                                         | Westford                                     | 1973. október 27. (51 éves)                  |
| Massachusetts 4   | Jake Auchincloss                             |                                              | Harvard University (BA) Massachusetts Institute of Technology (MBA)                                                                                     | 2021                                         | Newton                                       | 1988. január 29. (37 éves)                   |
| Massachusetts 5   | Katherine Clark                              |                                              | St. Lawrence University (BA) Cornell University (JD) Harvard University (MPA)                                                                           | 2013 (speciális)                             | Melrose                                      | 1963. július 17. (61 éves)                   |
| Massachusetts 6   | Seth Moulton                                 |                                              | Harvard University (BS, MBA, MPP) | 2015                                         | Salem                                        | 1978. október 24. (46 éves)                  |
| Massachusetts 7   | Ayanna Pressley                              |                                              | Boston University | 2019                                         | Boston                                       | 1974. február 3. (51 éves)                   |
| Massachusetts 8   | Stephen F. Lynch                             |                                              | Wentworth Institute of Technology (BS) Boston College (JD) Harvard University (MPA)                                                                     | 2001 (speciális)                             | Boston                                       | 1955. március 31. (70 éves)                  |
| Massachusetts 9   | Bill Keating                                 |                                              | Boston College (BA, MBA) Suffolk University (JD) | 2011                                         | Bourne                                       | 1952. szeptember 6. (72 éves)                |
| Michigan 1        | Jack Bergman                                 |                                              | Gustavus Adolphus College (BA) University of West Florida (MBA)                                                                                         | 2017                                         | Watersmeet                                   | 1947. február 2. (78 éves)                   |
| Michigan 2        | Bill Huizenga                                |                                              | Calvin College (BA) | 2011                                         | Holland                                      | 1969. január 31. (56 éves)                   |
| Michigan 3        | Peter Meijer                                 |                                              | United States Military Academy Columbia University (BA) New York University (MBA)                                                                       | 2021                                         | Grand Rapids                                 | 1988. január 10. (37 éves)                   |
| Michigan 4        | John Moolenaar                               |                                              | Hope College (BS) Harvard University (MPA) | 2015                                         | Midland                                      | 1961. május 8. (64 éves)                     |
| Michigan 5        | Dan Kildee                                   |                                              | University of Michigan–Flint Central Michigan University (BS)                                                                                           | 2013                                         | Flushing                                     | 1958. augusztus 11. (66 éves)                |
| Michigan 6        | Fred Upton                                   |                                              | University of Michigan (BA) | 1987                                         | St. Joseph                                   | 1953. április 23. (72 éves)                  |
| Michigan 7        | Tim Walberg                                  |                                              | Western Illinois University Moody Bible Institute Taylor University (BA) Wheaton College, Illinois (MA)                                                 | 2011                                         | Tipton                                       | 1951. április 12. (74 éves)                  |
| Michigan 8        | Elissa Slotkin                               |                                              | Cornell University (BA) Columbia University (MA) | 2019                                         | Holly                                        | 1976. július 10. (48 éves)                   |
| Michigan 9        | Andy Levin                                   |                                              | Williams College (BA) University of Michigan, Ann Arbor (MA) Harvard University (JD)                                                                    | 2019                                         | Bloomfield                                   | 1960. augusztus 10. (64 éves)                |
| Michigan 10       | Lisa McClain                                 |                                              | Lansing Community College Northwood University (BA) | 2021                                         | Bruce                                        | 1966. április 7. (59 éves)                   |
| Michigan 11       | Haley Stevens                                |                                              | American University (BA, MA) | 2019                                         | Rochester Hills                              | 1983. június 24. (41 éves)                   |
| Michigan 12       | Debbie Dingell                               |                                              | Georgetown University (BS, MS) | 2015                                         | Dearborn                                     | 1953. november 23. (71 éves)                 |
| Michigan 13       | Rashida Tlaib                                |                                              | Wayne State University (BA) Thomas M. Cooley Law School (JD)                                                                                            | 2019                                         | Detroit                                      | 1976. július 24. (48 éves)                   |
| Michigan 14       | Brenda Lawrence                              |                                              | University of Detroit Mercy Central Michigan University (BA)                                                                                            | 2015                                         | Southfield                                   | 1954. október 18. (70 éves)                  |
| Minnesota 1       | Széküresedés                                 | Széküresedés                                 | Széküresedés | Széküresedés                                 | Széküresedés                                 | Széküresedés                                 |
| Minnesota 2       | Angie Craig                                  |                                              | University of Memphis (BA) | 2019                                         | Eagan                                        | 1972. február 14. (53 éves)                  |
| Minnesota 3       | Dean Phillips                                |                                              | Brown University (BA) University of Minnesota (MBA) | 2019                                         | Deephaven                                    | 1969. január 20. (56 éves)                   |
| Minnesota 4       | Betty McCollum                               |                                              | St. Catherine University (BA) | 2001                                         | Saint Paul                                   | 1954. július 12. (70 éves)                   |
| Minnesota 5       | Ilhan Omar                                   |                                              | North Dakota State University (BA) | 2019                                         | Minneapolis                                  | 1982. október 4. (42 éves)                   |
| Minnesota 6       | Tom Emmer                                    |                                              | Boston College University of Alaska Fairbanks (BA) William Mitchell College of Law (JD)                                                                 | 2015                                         | Delano                                       | 1961. március 3. (64 éves)                   |
| Minnesota 7       | Michelle Fischbach                           |                                              | St. Cloud State University (BA) William Mitchell College of Law (JD)                                                                                    | 2021                                         | Regal                                        | 1965. november 3. (59 éves)                  |
| Minnesota 8       | Pete Stauber                                 |                                              | Lake Superior State University (BA) | 2019                                         | Hermantown                                   | 1966. május 10. (59 éves)                    |
| Mississippi 1     | Trent Kelly                                  |                                              | East Central Community College University of Mississippi (BA, JD) United States Army War College (MA)                                                   | 2015 (speciális)                             | Saltillo                                     | 1966. március 1. (59 éves)                   |
| Mississippi 2     | Bennie Thompson                              |                                              | Tougaloo College (BA) Jackson State University (MS) | 1993 (speciális)                             | Bolton                                       | 1948. január 28. (77 éves)                   |
| Mississippi 3     | Michael Guest                                |                                              | Mississippi State University (BS) University of Mississippi (JD)                                                                                        | 2019                                         | Brandon                                      | 1970. február 4. (55 éves)                   |
| Mississippi 4     | Steven Palazzo                               |                                              | University of Southern Mississippi (BA, MPA) | 2011                                         | Biloxi                                       | 1970. február 21. (55 éves)                  |
| Missouri 1        | Cori Bush                                    |                                              | Lutheran School of Nursing (GrDip) | 2021                                         | St. Louis                                    | 1976. július 21. (48 éves)                   |
| Missouri 2        | Ann Wagner                                   |                                              | University of Missouri (BS) | 2013                                         | Ballwin                                      | 1962. szeptember 13. (62 éves)               |
| Missouri 3        | Blaine Luetkemeyer                           |                                              | Lincoln University, Missouri (BA) | 2009                                         | St. Elizabeth                                | 1952. május 7. (73 éves)                     |
| Missouri 4        | Vicky Hartzler                               |                                              | University of Missouri (BS) University of Central Missouri (MS)                                                                                         | 2011                                         | Harrisonville                                | 1960. október 13. (64 éves)                  |
| Missouri 5        | Emanuel Cleaver                              |                                              | Prairie View A&M University (BS) Saint Paul School of Theology (MDiv)                                                                                   | 2005                                         | Kansas City                                  | 1944. október 26. (80 éves)                  |
| Missouri 6        | Sam Graves                                   |                                              | University of Missouri (BS) | 2001                                         | Tarkio                                       | 1963. november 7. (61 éves)                  |
| Missouri 7        | Billy Long                                   |                                              | University of Missouri | 2011                                         | Springfield                                  | 1955. augusztus 11. (69 éves)                |
| Missouri 8        | Jason Smith                                  |                                              | University of Missouri (BS) Oklahoma City University (JD)                                                                                               | 2013 (speciális)                             | Salem                                        | 1980. június 16. (44 éves)                   |
| Montana           | Matt Rosendale                               |                                              | - | 2021                                         | Glendive                                     | 1960. július 7. (64 éves)                    |
| Nebraska 1        | Jeff Fortenberry 2022. március 31-én lemond. | Jeff Fortenberry 2022. március 31-én lemond. | Jeff Fortenberry 2022. március 31-én lemond. | Jeff Fortenberry 2022. március 31-én lemond. | Jeff Fortenberry 2022. március 31-én lemond. | Jeff Fortenberry 2022. március 31-én lemond. |
| Nebraska 2        | Don Bacon                                    |                                              | Northern Illinois University (BA) University of Phoenix (MBA) National Defense University (MA)                                                          | 2017                                         | Papillion                                    | 1963. augusztus 16. (61 éves)                |
| Nebraska 3        | Adrian Smith                                 |                                              | Liberty University University of Nebraska–Lincoln (BA)                                                                                                  | 2007                                         | Gering                                       | 1970. december 19. (54 éves)                 |
| Nevada 1          | Dina Titus                                   |                                              | College of William & Mary (BA) University of Georgia (MA) Florida State University (PhD)                                                                | 2013                                         | Las Vegas                                    | 1950. május 23. (75 éves)                    |
| Nevada 2          | Mark Amodei                                  |                                              | University of Nevada, Reno (BA) University of the Pacific (JD)                                                                                          | 2011 (speciális)                             | Carson City                                  | 1958. június 12. (67 éves)                   |
| Nevada 3          | Susie Lee                                    |                                              | Carnegie Mellon University (BA, MS) | 2019                                         | Las Vegas                                    | 1966. november 7. (58 éves)                  |
| Nevada 4          | Steven Horsford                              |                                              | University of Nevada, Reno (BA) | 2019                                         | Las Vegas                                    | 1973. április 29. (52 éves)                  |
| New Hampshire 1   | Chris Pappas                                 |                                              | Harvard University (BA) | 2019                                         | Manchester                                   | 1980. június 4. (45 éves)                    |
| New Hampshire 2   | Ann McLane Kuster                            |                                              | Dartmouth College (BA) Georgetown University (JD) | 2013                                         | Hopkinton                                    | 1956. szeptember 5. (68 éves)                |
| New Jersey 1      | Donald Norcross                              |                                              | Camden County College | 2014 (speciális)                             | Camden                                       | 1958. december 13. (66 éves)                 |
| New Jersey 2      | Jeff Van Drew                                |                                              | Rutgers University, New Brunswick (BS) Fairleigh Dickinson University (DMD)                                                                             | 2019                                         | Dennis Township                              | 1953. február 23. (72 éves)                  |
| New Jersey 3      | Andy Kim                                     |                                              | Deep Springs College University of Chicago (BA) Magdalen College, Oxford (MPhil, DPhil)                                                                 | 2019                                         | Bordentown                                   | 1982. július 12. (42 éves)                   |
| New Jersey 4      | Chris Smith                                  |                                              | The College of New Jersey (BS) | 1981                                         | Hamilton Township                            | 1953. március 4. (72 éves)                   |
| New Jersey 5      | Josh Gottheimer                              |                                              | University of Pennsylvania (BA) Pembroke College, Oxford Harvard University (JD)                                                                        | 2017                                         | Wyckoff                                      | 1975. március 8. (50 éves)                   |
| New Jersey 6      | Frank Pallone                                |                                              | Middlebury College (BA) Tufts University (MA) Rutgers University–Camden (JD)                                                                            | 1988 (speciális)                             | Long Branch                                  | 1951. október 30. (73 éves)                  |
| New Jersey 7      | Tom Malinowski                               |                                              | University of Kalifornia, Berkeley (BA) St Antony's College, Oxford (MPhil)                                                                             | 2019                                         | Rocky Hill                                   | 1965. október 23. (59 éves)                  |
| New Jersey 8      | Albio Sires                                  |                                              | Saint Peter's University (BA) Middlebury College (MA)                                                                                                   | 2006 (speciális)                             | West New York                                | 1951. január 26. (74 éves)                   |
| New Jersey 9      | Bill Pascrell                                |                                              | Fordham University (BA, MA) | 1997                                         | Paterson                                     | 1937. január 25. (88 éves)                   |
| New Jersey 10     | Donald Payne Jr.                             |                                              | Kean University | 2012 (speciális)                             | Newark                                       | 1958. december 17. (66 éves)                 |
| New Jersey 11     | Mikie Sherrill                               |                                              | United States Naval Academy (BS) London School of Economics (MSc) Georgetown University (JD)                                                            | 2019                                         | Montclair                                    | 1972. január 19. (53 éves)                   |
| New Jersey 12     | Bonnie Watson Coleman                        |                                              | Rutgers University Thomas Edison State University (BA)                                                                                                  | 2015                                         | Ewing Township                               | 1945. február 6. (80 éves)                   |
| New York 1        | Lee Zeldin                                   |                                              | University at Albany, SUNY (BA) Union University, New York (JD)                                                                                         | 2015                                         | Shirley                                      | 1980. január 30. (45 éves)                   |
| New York 2        | Andrew Garbarino                             |                                              | George Washington University (BA) Hofstra University (JD)                                                                                               | 2021                                         | Sayville                                     | 1984. szeptember 27. (40 éves)               |
| New York 3        | Thomas Suozzi                                |                                              | Boston College (BA) Fordham University (JD) | 2017                                         | Glen Cove                                    | 1962. augusztus 31. (62 éves)                |
| New York 4        | Kathleen Rice                                |                                              | Catholic University of America (BA) Touro College (JD)                                                                                                  | 2015                                         | Garden City                                  | 1965. február 15. (60 éves)                  |
| New York 5        | Gregory Meeks                                |                                              | Adelphi University (BA) Howard University (JD) | 1998 (speciális)                             | Queens                                       | 1953. szeptember 25. (71 éves)               |
| New York 6        | Grace Meng                                   |                                              | University of Michigan (BA) Yeshiva University (JD) | 2013                                         | Queens                                       | 1975. október 1. (49 éves)                   |
| New York 7        | Nydia Velázquez                              |                                              | University of Puerto Rico, Río Piedras (BA) New York University (MA)                                                                                    | 1993                                         | Brooklyn                                     | 1953. március 28. (72 éves)                  |
| New York 8        | Hakeem Jeffries                              |                                              | Binghamton University (BA) Georgetown University (MPP) New York University (JD)                                                                         | 2013                                         | Brooklyn                                     | 1970. augusztus 4. (54 éves)                 |
| New York 9        | Yvette Clarke                                |                                              | Oberlin College Medgar Evers College | 2007                                         | Brooklyn                                     | 1964. november 21. (60 éves)                 |
| New York 10       | Jerry Nadler                                 |                                              | Columbia University (BA) Fordham University (JD) | 1992 (speciális)                             | Manhattan                                    | 1947. június 13. (78 éves)                   |
| New York 11       | Nicole Malliotakis                           |                                              | Seton Hall University (BA) Wagner College (MBA) | 2021                                         | Staten Island                                | 1980. november 11. (44 éves)                 |
| New York 12       | Carolyn Maloney                              |                                              | Greensboro College (BA) | 1993                                         | Manhattan                                    | 1946. február 19. (79 éves)                  |
| New York 13       | Adriano Espaillat                            |                                              | Queens College, City University of New York (BA) | 2017                                         | Manhattan                                    | 1954. szeptember 27. (70 éves)               |
| New York 14       | Alexandria Ocasio-Cortez                     |                                              | Boston University (BA) | 2019                                         | The Bronx                                    | 1989. október 13. (35 éves)                  |
| New York 15       | Ritchie Torres                               |                                              | New York University | 2021                                         | The Bronx                                    | 1988. március 12. (37 éves)                  |
| New York 16       | Jamaal Bowman                                |                                              | University of New Haven (BA) Mercy College (MA) Manhattanville College (EdD)                                                                            | 2021                                         | Yonkers                                      | 1976. április 1. (49 éves)                   |
| New York 17       | Mondaire Jones                               |                                              | Stanford University (BA) Harvard University (JD) | 2021                                         | Nyack                                        | 1987. május 18. (38 éves)                    |
| New York 18       | Sean Patrick Maloney                         |                                              | Georgetown University University of Virginia (BA, JD)                                                                                                   | 2013                                         | Cold Spring                                  | 1966. július 30. (58 éves)                   |
| New York 19       | Antonio Delgado                              |                                              | Colgate University (BA) Queen's College, Oxford Harvard University (JD)                                                                                 | 2019                                         | Rhinebeck                                    | 1977. január 28. (48 éves)                   |
| New York 20       | Paul Tonko                                   |                                              | Clarkson University (BS) | 2009                                         | Amsterdam                                    | 1949. június 18. (75 éves)                   |
| New York 21       | Elise Stefanik                               |                                              | Harvard University (BA) | 2015                                         | Schuylerville                                | 1984. július 2. (40 éves)                    |
| New York 22       | Claudia Tenney                               |                                              | Colgate University (BA) University of Cincinnati (JD)                                                                                                   | 2021                                         | New Hartford                                 | 1961. február 4. (64 éves)                   |
| New York 23       | Tom Reed                                     |                                              | Alfred University (BA) Ohio Northern University (JD) | 2010 (speciális)                             | Corning                                      | 1971. november 18. (53 éves)                 |
| New York 24       | John Katko                                   |                                              | Niagara University (BA) Syracuse University (JD) | 2015                                         | Syracuse                                     | 1962. november 9. (62 éves)                  |
| New York 25       | Joseph Morelle                               |                                              | State University of New York at Geneseo (BA) | 2018 (speciális)                             | Irondequoit                                  | 1957. április 29. (68 éves)                  |
| New York 26       | Brian Higgins                                |                                              | Buffalo State College (BA, MA) Harvard University (MPA)                                                                                                 | 2005                                         | Buffalo                                      | 1959. október 6. (65 éves)                   |
| New York 27       | Chris Jacobs                                 |                                              | Boston College (BA) American University (MA) University at Buffalo (JD)                                                                                 | 2020 (speciális)                             | Orchard Park                                 | 1966. november 28. (58 éves)                 |
| Nyugat-Virginia 1 | David McKinley                               |                                              | Purdue University (BS) | 2011                                         | Wheeling                                     | 1947. március 28. (78 éves)                  |
| Nyugat-Virginia 2 | Alex Mooney                                  |                                              | Dartmouth College (BA) | 2015                                         | Charles Town                                 | 1971. június 7. (54 éves)                    |
| Nyugat-Virginia 3 | Carol Miller                                 |                                              | Columbia College, South Carolina (BA) | 2019                                         | Huntington                                   | 1950. november 4. (74 éves)                  |
| Ohio 1            | Steve Chabot                                 |                                              | College of William & Mary (BA) Northern Kentucky University (JD)                                                                                        | 2011                                         | Cincinnati                                   | 1953. január 22. (72 éves)                   |
| Ohio 2            | Brad Wenstrup                                |                                              | University of Cincinnati (BA) Rosalind Franklin University (BS, DPM)                                                                                    | 2013                                         | Cincinnati                                   | 1958. június 17. (66 éves)                   |
| Ohio 3            | Joyce Beatty                                 |                                              | Central State University (BA) Wright State University (MS) University of Cincinnati                                                                     | 2013                                         | Columbus                                     | 1950. március 12. (75 éves)                  |
| Ohio 4            | Jim Jordan                                   |                                              | University of Wisconsin–Madison (BS) Ohio State University (MA) Capital University (JD)                                                                 | 2007                                         | Urbana                                       | 1964. február 17. (61 éves)                  |
| Ohio 5            | Bob Latta                                    |                                              | Bowling Green State University (BA) University of Toledo (JD)                                                                                           | 2007                                         | Bowling Green                                | 1956. április 18. (69 éves)                  |
| Ohio 6            | Bill Johnson                                 |                                              | Troy University (BS) Georgia Institute of Technology (MS)                                                                                               | 2011                                         | Marietta                                     | 1954. november 10. (70 éves)                 |
| Ohio 7            | Bob Gibbs                                    |                                              | Ohio State University, Wooster | 2011                                         | Lakeville                                    | 1954. június 14. (71 éves)                   |
| Ohio 8            | Warren Davidson                              |                                              | United States Military Academy (BS) University of Notre Dame (MBA)                                                                                      | 2016 (speciális)                             | Troy                                         | 1970. március 1. (55 éves)                   |
| Ohio 9            | Marcy Kaptur                                 |                                              | University of Wisconsin–Madison (BA) University of Michigan (MUP) Massachusetts Institute of Technology                                                 | 1983                                         | Toledo                                       | 1946. június 17. (78 éves)                   |
| Ohio 10           | Mike Turner                                  |                                              | Ohio Northern University (BA) Case Western Reserve University (JD) University of Dayton (MBA)                                                           | 2003                                         | Dayton                                       | 1960. január 11. (65 éves)                   |
| Ohio 11           | Shontel Brown                                |                                              | Cuyahoga Community College (AS) | 2021                                         |                                              | 1975. június 24. (49 éves)                   |
| Ohio 12           | Troy Balderson                               |                                              | Muskingum University Ohio State University | 2018 (speciális)                             | Zanesville                                   | 1962. január 16. (63 éves)                   |
| Ohio 13           | Tim Ryan                                     |                                              | Youngstown State University Bowling Green State University (BA) University of New Hampshire, Concord (JD)                                               | 2003                                         | Warren                                       | 1973. július 16. (51 éves)                   |
| Ohio 14           | David Joyce                                  |                                              | University of Dayton (BS, JD) | 2013                                         | Russell Township                             | 1957. március 17. (68 éves)                  |
| Ohio 15           | Mike Carey                                   |                                              | Marion Military Institute (AA) Ohio State University (BA)                                                                                               | 2021                                         |                                              | 1971. március 13. (54 éves)                  |
| Ohio 16           | Anthony Gonzalez                             |                                              | Ohio State University (BA) Stanford University (MBA) | 2019                                         | Rocky River                                  | 1984. szeptember 18. (40 éves)               |
| Oklahoma 1        | Kevin Hern                                   |                                              | Arkansas Tech University (BS) Georgia Institute of Technology University of Arkansas, Little Rock (MBA)                                                 | 2018 (speciális)                             | Tulsa                                        | 1961. december 4. (63 éves)                  |
| Oklahoma 2        | Markwayne Mullin                             |                                              | Missouri Valley College Oklahoma State University, Okmulgee                                                                                             | 2013                                         | Westville                                    | 1977. július 26. (47 éves)                   |
| Oklahoma 3        | Frank Lucas                                  |                                              | Oklahoma State University–Stillwater (BS) | 1994 (speciális)                             | Cheyenne                                     | 1960. január 6. (65 éves)                    |
| Oklahoma 4        | Tom Cole                                     |                                              | Grinnell College (BA) Yale University (MA) University of Oklahoma (PhD)                                                                                 | 2003                                         | Moore                                        | 1949. április 28. (76 éves)                  |
| Oklahoma 5        | Stephanie Bice                               |                                              | Oklahoma State University, Stillwater (BS) | 2021                                         | Oklahoma City                                | 1973. november 11. (51 éves)                 |
| Oregon 1          | Suzanne Bonamici                             |                                              | Lane Community College University of Oregon (BA, JD) | 2012 (speciális)                             | Beaverton                                    | 1954. október 14. (70 éves)                  |
| Oregon 2          | Cliff Bentz                                  |                                              | Eastern Oregon University (BA) Lewis and Clark College (JD)                                                                                             | 2021                                         | Ontario                                      | 1952. január 12. (73 éves)                   |
| Oregon 3          | Earl Blumenauer                              |                                              | Lewis & Clark College (BA, JD) | 1996 (speciális)                             | Portland                                     | 1948. augusztus 16. (76 éves)                |
| Oregon 4          | Peter DeFazio                                |                                              | Tufts University (BA) University of Oregon (MA) | 1987                                         | Springfield                                  | 1947. május 27. (78 éves)                    |
| Oregon 5          | Kurt Schrader                                |                                              | Cornell University (BA) University of Illinois at Urbana–Champaign (BS, DVM)                                                                            | 2009                                         | Canby                                        | 1951. október 19. (73 éves)                  |
| Pennsylvania 1    | Brian Fitzpatrick                            |                                              | La Salle University (BS) Pennsylvania State University (MBA) Pennsylvania State University, Carlisle (JD)                                               | 2017                                         | Levittown                                    | 1973. december 17. (51 éves)                 |
| Pennsylvania 2    | Brendan Boyle                                |                                              | University of Notre Dame (BA) Harvard University (MPP)                                                                                                  | 2015                                         | Philadelphia                                 | 1977. február 6. (48 éves)                   |
| Pennsylvania 3    | Dwight Evans                                 |                                              | Community College of Philadelphia (AA) La Salle University (BA)                                                                                         | 2016 (speciális)                             | Philadelphia                                 | 1954. május 16. (71 éves)                    |
| Pennsylvania 4    | Madeleine Dean                               |                                              | La Salle University (BA) Widener University (JD) | 2019                                         | Jenkintown                                   | 1959. június 6. (66 éves)                    |
| Pennsylvania 5    | Mary Gay Scanlon                             |                                              | Colgate University (BA) University of Pennsylvania (JD)                                                                                                 | 2018 (speciális)                             | Swarthmore                                   | 1959. augusztus 30. (65 éves)                |
| Pennsylvania 6    | Chrissy Houlahan                             |                                              | Stanford University (BS) Massachusetts Institute of Technology (MS)                                                                                     | 2019                                         | Devon                                        | 1967. június 5. (58 éves)                    |
| Pennsylvania 7    | Susan Wild                                   |                                              | American University (BA) George Washington University (JD)                                                                                              | 2018 (speciális)                             | Allentown                                    | 1957. június 7. (68 éves)                    |
| Pennsylvania 8    | Matt Cartwright                              |                                              | Hamilton College, New York (BA) University of Pennsylvania (JD)                                                                                         | 2013                                         | Moosic                                       | 1961. május 1. (64 éves)                     |
| Pennsylvania 9    | Dan Meuser                                   |                                              | State University of New York Maritime College Cornell University                                                                                        | 2019                                         | Dallas                                       | 1964. február 10. (61 éves)                  |
| Pennsylvania 10   | Scott Perry                                  |                                              | Pennsylvania State University (BS) United States Army War College (MS)                                                                                  | 2013                                         | Dillsburg                                    | 1962. május 27. (63 éves)                    |
| Pennsylvania 11   | Lloyd Smucker                                |                                              | Lebanon Valley College Franklin and Marshall College | 2017                                         | Lancaster                                    | 1964. január 23. (61 éves)                   |
| Pennsylvania 12   | Fred Keller                                  |                                              | – | 2019 (speciális)                             | Middleburg                                   | 1965. október 23. (59 éves)                  |
| Pennsylvania 13   | John Joyce                                   |                                              | Pennsylvania State University, Altoona Pennsylvania State University, University Park (BS) Temple University (MD)                                       | 2019                                         | Hollidaysburg                                | 1957. február 8. (68 éves)                   |
| Pennsylvania 14   | Guy Reschenthaler                            |                                              | Pennsylvania State University, Behrend (BA) Duquesne University (JD)                                                                                    | 2019                                         | Peters Township                              | 1983. április 17. (42 éves)                  |
| Pennsylvania 15   | Glenn Thompson                               |                                              | Pennsylvania State University (BS) Temple University (MEd)                                                                                              | 2009                                         | Howard                                       | 1959. július 27. (65 éves)                   |
| Pennsylvania 16   | Mike Kelly                                   |                                              | University of Notre Dame (BA) | 2011                                         | Butler                                       | 1948. május 10. (77 éves)                    |
| Pennsylvania 17   | Conor Lamb                                   |                                              | University of Pennsylvania (BA, JD) | 2018 (speciális)                             | Mt. Lebanon                                  | 1984. június 27. (40 éves)                   |
| Pennsylvania 18   | Mike Doyle                                   |                                              | Pennsylvania State University (BS) | 1995                                         | Pittsburgh                                   | 1953. augusztus 5. (71 éves)                 |
| Rhode Island 1    | David Cicilline                              |                                              | Brown University (BA) Georgetown University (JD) | 2011                                         | Providence                                   | 1961. július 15. (63 éves)                   |
| Rhode Island 2    | James Langevin                               |                                              | Rhode Island College (BA) Harvard University (MPA) | 2001                                         | Warwick                                      | 1964. április 22. (61 éves)                  |
| Tennessee 1       | Diana Harshbarger                            |                                              | East Tennessee State University (BS) Mercer University (PharmD)                                                                                         | 2021                                         | Kingsport                                    | 1960. január 1. (65 éves)                    |
| Tennessee 2       | Tim Burchett                                 |                                              | University of Tennessee, Knoxville (BS) | 2019                                         | Knoxville                                    | 1964. augusztus 25. (60 éves)                |
| Tennessee 3       | Chuck Fleischmann                            |                                              | University of Illinois at Urbana–Champaign (BA) University of Tennessee (JD)                                                                            | 2011                                         | Chattanooga                                  | 1962. október 11. (62 éves)                  |
| Tennessee 4       | Scott DesJarlais                             |                                              | University of South Dakota (BS, MD) | 2011                                         | Sherwood                                     | 1964. február 21. (61 éves)                  |
| Tennessee 5       | Jim Cooper                                   |                                              | University of North Carolina at Chapel Hill (BA) Oriel College, Oxford (MA) Harvard University (JD)                                                     | 2003                                         | Nashville                                    | 1954. június 19. (70 éves)                   |
| Tennessee 6       | John Rose                                    |                                              | Tennessee Technological University (BS) Purdue University, West Lafayette (MS) Vanderbilt University (JD)                                               | 2019                                         | Cookeville                                   | 1965. február 23. (60 éves)                  |
| Tennessee 7       | Mark E. Green                                |                                              | United States Military Academy (BS) University of Southern Kalifornia (MA) Wright State University (MD)                                                 | 2019                                         | Clarksville                                  | 1964. november 8. (60 éves)                  |
| Tennessee 8       | David Kustoff                                |                                              | University of Memphis (BA, JD) | 2017                                         | Germantown                                   | 1966. október 8. (58 éves)                   |
| Tennessee 9       | Steve Cohen                                  |                                              | Vanderbilt University (BA) University of Memphis (JD)                                                                                                   | 2007                                         | Memphis                                      | 1949. május 24. (76 éves)                    |
| Texas 1           | Louie Gohmert                                |                                              | Texas A&M University (BA) Baylor University (JD) | 2005                                         | Tyler                                        | 1953. augusztus 18. (71 éves)                |
| Texas 2           | Dan Crenshaw                                 |                                              | Tufts University (BA) Harvard University (MPA) | 2019                                         | Houston                                      | 1984. március 14. (41 éves)                  |
| Texas 3           | Van Taylor                                   |                                              | Harvard University (BA, MBA) | 2019                                         | Plano                                        | 1972. augusztus 1. (52 éves)                 |
| Texas 4           | Pat Fallon                                   |                                              | University of Notre Dame (BA) | 2021                                         | Sherman                                      | 1967. december 19. (57 éves)                 |
| Texas 5           | Lance Gooden                                 |                                              | University of Texas, Austin (BA, BBA) | 2019                                         | Terrell                                      | 1982. december 1. (42 éves)                  |
| Texas 6           | Jake Ellzey                                  |                                              | United States Naval Academy (BS) | 2021                                         |                                              | 1970. január 24. (55 éves)                   |
| Texas 7           | Lizzie Pannill Fletcher                      |                                              | Kenyon College (BA) College of William and Mary (JD) | 2019                                         | Houston                                      | 1975. február 13. (50 éves)                  |
| Texas 8           | Kevin Brady                                  |                                              | University of South Dakota (BA) | 1997                                         | The Woodlands                                | 1955. április 11. (70 éves)                  |
| Texas 9           | Al Green                                     |                                              | Florida A&M University Tuskeegee University (BA) Texas Southern University (JD)                                                                         | 2005                                         | Houston                                      | 1947. szeptember 1. (77 éves)                |
| Texas 10          | Michael McCaul                               |                                              | Trinity University (BA) St. Mary's University, Texas (JD)                                                                                               | 2005                                         | Austin                                       | 1962. január 14. (63 éves)                   |
| Texas 11          | August Pfluger                               |                                              | United States Air Force Academy (BS) Embry–Riddle Aeronautical University (MS) Air University (MS) Georgetown University (MS)                           | 2021                                         | San Angelo                                   | 1978. december 28. (46 éves)                 |
| Texas 12          | Kay Granger                                  |                                              | Texas Wesleyan University (BA) | 1997                                         | Fort Worth                                   | 1943. január 18. (82 éves)                   |
| Texas 13          | Ronny Jackson                                |                                              | Texas A&M University (BS) University of Texas Medical Branch (MD)                                                                                       | 2021                                         | Amarillo                                     | 1967. május 4. (58 éves)                     |
| Texas 14          | Randy Weber                                  |                                              | Alvin Community College University of Houston–Clear Lake (BS)                                                                                           | 2013                                         | Friendswood                                  | 1953. július 2. (71 éves)                    |
| Texas 15          | Vicente Gonzalez                             |                                              | Embry–Riddle Aeronautical University (BA) Texas Wesleyan University (JD)                                                                                | 2017                                         | McAllen                                      | 1967. szeptember 4. (57 éves)                |
| Texas 16          | Veronica Escobar                             |                                              | University of Texas, El Paso (BA) New York University (MA)                                                                                              | 2019                                         | El Paso                                      | 1969. szeptember 15. (55 éves)               |
| Texas 17          | Pete Sessions                                |                                              | Southwestern University (BS) | 2021                                         | Waco                                         | 1955. március 22. (70 éves)                  |
| Texas 18          | Sheila Jackson Lee                           |                                              | Yale University (BA) University of Virginia (JD) | 1995                                         | Houston                                      | 1950. január 12. (75 éves)                   |
| Texas 19          | Jodey Arrington                              |                                              | Texas Tech University (BA, MPA) | 2017                                         | Lubbock                                      | 1972. március 9. (53 éves)                   |
| Texas 20          | Joaquin Castro                               |                                              | Stanford University (BA) Harvard University (JD) | 2013                                         | San Antonio                                  | 1974. szeptember 16. (50 éves)               |
| Texas 21          | Chip Roy                                     |                                              | University of Virginia (BS, MS) University of Texas, Austin (JD)                                                                                        | 2019                                         | Austin                                       | 1972. augusztus 7. (52 éves)                 |
| Texas 22          | Troy Nehls                                   |                                              | Liberty University (BA) University of Houston–Downtown (MA)                                                                                             | 2021                                         | Richmond                                     | 1968. április 7. (57 éves)                   |
| Texas 23          | Tony Gonzales                                |                                              | Chaminade University (AA) Excelsior College (BS) American Public University (MA)                                                                        | 2021                                         | San Antonio                                  | 1980. október 10. (44 éves)                  |
| Texas 24          | Beth Van Duyne                               |                                              | Cornell University (BA) | 2021                                         | Irving                                       | 1970. november 16. (54 éves)                 |
| Texas 25          | Roger Williams                               |                                              | Texas Christian University (BA) | 2013                                         | Austin                                       | 1949. szeptember 13. (75 éves)               |
| Texas 26          | Michael C. Burgess                           |                                              | University of North Texas (BS, MS) University of Texas, Houston (MD) University of Texas at Dallas (MS)                                                 | 2003                                         | Pilot Point                                  | 1950. december 23. (74 éves)                 |
| Texas 27          | Michael Cloud                                |                                              | Oral Roberts University (BS) | 2018 (speciális)                             | Victoria                                     | 1975. május 13. (50 éves)                    |
| Texas 28          | Henry Cuellar                                |                                              | Laredo Community College Georgetown University (BA) University of Texas at Austin (JD, PhD) Texas A&M International University (MA)                     | 2005                                         | Laredo                                       | 1955. szeptember 19. (69 éves)               |
| Texas 29          | Sylvia Garcia                                |                                              | Texas Woman's University (BA) Texas Southern University (JD)                                                                                            | 2019                                         | Houston                                      | 1950. szeptember 6. (74 éves)                |
| Texas 30          | Eddie Bernice Johnson                        |                                              | St Mary's College, Indiana Texas Christian University (BS) Southern Methodist University (MPA)                                                          | 1993                                         | Dallas                                       | 1935. december 3. (89 éves)                  |
| Texas 31          | John Carter                                  |                                              | Texas Tech University (BA) University of Texas at Austin (JD)                                                                                           | 2003                                         | Round Rock                                   | 1941. november 6. (83 éves)                  |
| Texas 32          | Colin Allred                                 |                                              | Baylor University (BA) University of Kalifornia, Berkeley (JD)                                                                                          | 2019                                         | Dallas                                       | 1983. április 15. (42 éves)                  |
| Texas 33          | Marc Veasey                                  |                                              | Texas Wesleyan University (BA) | 2013                                         | Fort Worth                                   | 1971. január 3. (54 éves)                    |
| Texas 34          | Mayra Flores                                 |                                              | Texas State Technical College, Harlingen (AA) South Texas College (BS)                                                                                  | 2022                                         |                                              | 1985 (39-40 éves)                            |
| Texas 35          | Lloyd Doggett                                |                                              | University of Texas at Austin (BA, JD) | 1995                                         | Austin                                       | 1946. október 6. (78 éves)                   |
| Texas 36          | Brian Babin                                  |                                              | Lamar University (BS) University of Texas, Houston (DDS)                                                                                                | 2015                                         | Woodville                                    | 1948. március 23. (77 éves)                  |
| Utah 1            | Blake Moore                                  |                                              | University of Utah (BA) Northwestern University (MS) | 2021                                         | Salt Lake City                               | 1980. június 22. (44 éves)                   |
| Utah 2            | Chris Stewart                                |                                              | Utah State University (BA) | 2013                                         | Farmington                                   | 1960. július 15. (64 éves)                   |
| Utah 3            | John Curtis                                  |                                              | Brigham Young University (BS) | 2017 (speciális)                             | Provo                                        | 1960. május 10. (65 éves)                    |
| Utah 4            | Burgess Owens                                |                                              | University of Miami (BS) | 2021                                         | Salt Lake City                               | 1951. augusztus 2. (73 éves)                 |
| Új-Mexikó 1       | Betöltetlen pozíció                          | Betöltetlen pozíció                          | Betöltetlen pozíció | Betöltetlen pozíció                          | Betöltetlen pozíció                          | Betöltetlen pozíció                          |
| Új-Mexikó 2       | Yvette Herrell                               |                                              | ITT Technical Institute (GrCert) | 2021                                         | Alamogordo                                   | 1964. március 16. (61 éves)                  |
| Új-Mexikó 3       | Teresa Leger Fernandez                       |                                              | Yale University (BA) Stanford University (JD) | 2021                                         | Santa Fe                                     | 1959. július 1. (65 éves)                    |
| Vermont           | Peter Welch                                  |                                              | College of the Holy Cross (BA) University of Kalifornia, Berkeley (JD)                                                                                  | 2007                                         | Norwich                                      | 1947. május 2. (78 éves)                     |
| Virginia 1        | Rob Wittman                                  |                                              | Virginia Tech (BS) University of North Carolina at Chapel Hill (MPH) Virginia Commonwealth University (PhD)                                             | 2007 (speciális)                             | Montross                                     | 1959. február 3. (66 éves)                   |
| Virginia 2        | Elaine Luria                                 |                                              | United States Naval Academy (BS) Old Dominion University (MS)                                                                                           | 2019                                         | Norfolk                                      | 1975. augusztus 15. (49 éves)                |
| Virginia 3        | Bobby Scott                                  |                                              | Harvard University (BA) Boston College (JD) | 1993                                         | Newport News                                 | 1947. április 30. (78 éves)                  |
| Virginia 4        | Donald McEachin                              |                                              | American University (BA) University of Virginia (JD) Virginia Union University (MDiv)                                                                   | 2017                                         | Richmond                                     | 1961. október 10. (63 éves)                  |
| Virginia 5        | Bob Good                                     |                                              | Liberty University (BS, MBA) | 2021                                         | Evington                                     | 1965. szeptember 11. (59 éves)               |
| Virginia 6        | Ben Cline                                    |                                              | Bates College (BA) University of Richmond (JD) | 2019                                         | Rockbridge County                            | 1972. február 29. (53 éves)                  |
| Virginia 7        | Abigail Spanberger                           |                                              | University of Virginia (BA) Purdue University (MBA) | 2019                                         | Glen Allen                                   | 1979. augusztus 7. (45 éves)                 |
| Virginia 8        | Don Beyer                                    |                                              | Williams College (BA) | 2015                                         | Alexandria                                   | 1950. június 20. (74 éves)                   |
| Virginia 9        | Morgan Griffith                              |                                              | Emory and Henry College (BA) Washington and Lee University (JD)                                                                                         | 2011                                         | Salem                                        | 1958. március 15. (67 éves)                  |
| Virginia 10       | Jennifer Wexton                              |                                              | University of Maryland, College Park (BA) College of William and Mary (JD)                                                                              | 2019                                         | Leesburg                                     | 1968. május 27. (57 éves)                    |
| Virginia 11       | Gerry Connolly                               |                                              | Maryknoll College (Glen Ellyn, Illinois) (BA) Harvard University (MPA)                                                                                  | 2009                                         | Fairfax                                      | 1950. március 30. (75 éves)                  |
| Washington 1      | Suzan DelBene                                |                                              | Reed College (BS) University of Washington (MBA) | 2012 (speciális)                             | Medina                                       | 1962. február 17. (63 éves)                  |
| Washington 2      | Rick Larsen                                  |                                              | Pacific Lutheran University (BA) University of Minnesota (MPA)                                                                                          | 2001                                         | Everett                                      | 1965. június 15. (60 éves)                   |
| Washington 3      | Jaime Herrera Beutler                        |                                              | Bellevue College University of Washington (BA) | 2011                                         | Battle Ground                                | 1978. november 3. (46 éves)                  |
| Washington 4      | Dan Newhouse                                 |                                              | Washington State University (BS) | 2015                                         | Sunnyside                                    | 1955. július 10. (69 éves)                   |
| Washington 5      | Cathy McMorris Rodgers                       |                                              | Pensacola Christian College (BA) University of Washington (MBA)                                                                                         | 2005                                         | Spokane                                      | 1969. május 22. (56 éves)                    |
| Washington 6      | Derek Kilmer                                 |                                              | Princeton University (BA) University of Oxford (MA, PhD)                                                                                                | 2013                                         | Gig Harbor                                   | 1974. január 1. (51 éves)                    |
| Washington 7      | Pramila Jayapal                              |                                              | Georgetown University (BA) Northwestern University (MBA)                                                                                                | 2017                                         | Seattle                                      | 1965. szeptember 21. (59 éves)               |
| Washington 8      | Kim Schrier                                  |                                              | University of Kalifornia, Berkeley (BS) University of Kalifornia, Davis (MD)                                                                            | 2019                                         | Sammamish                                    | 1968. augusztus 23. (56 éves)                |
| Washington 9      | Adam Smith                                   |                                              | Western Washington University Fordham University (BA) University of Washington (JD)                                                                     | 1997                                         | Bellevue                                     | 1965. június 15. (60 éves)                   |
| Washington 10     | Marilyn Strickland                           |                                              | University of Washington (BA) Clark Atlanta University (MBA)                                                                                            | 2021                                         | Tacoma                                       | 1962. szeptember 25. (62 éves)               |
| Wisconsin 1       | Bryan Steil                                  |                                              | Georgetown University (BS) University of Wisconsin–Madison (JD)                                                                                         | 2019                                         | Janesville                                   | 1981. március 3. (44 éves)                   |
| Wisconsin 2       | Mark Pocan                                   |                                              | University of Wisconsin–Madison (BA) | 2013                                         | Vermont                                      | 1964. augusztus 14. (60 éves)                |
| Wisconsin 3       | Ron Kind                                     |                                              | Harvard University (BA) London School of Economics (MA) University of Minnesota (JD)                                                                    | 1997                                         | La Crosse                                    | 1963. március 16. (62 éves)                  |
| Wisconsin 4       | Gwen Moore                                   |                                              | Marquette University (BA) | 2005                                         | Milwaukee                                    | 1951. április 18. (74 éves)                  |
| Wisconsin 5       | Scott Fitzgerald                             |                                              | University of Wisconsin–Oshkosh (BS) | 2021                                         | Clyman                                       | 1963. november 16. (61 éves)                 |
| Wisconsin 6       | Glenn Grothman                               |                                              | University of Wisconsin–Madison (BA, JD) | 2015                                         | Glenbeulah                                   | 1955. július 3. (69 éves)                    |
| Wisconsin 7       | Tom Tiffany                                  |                                              | University of Wisconsin–River Falls (BS) | 2020 (speciális)                             | Minocqua                                     | 1957. december 30. (67 éves)                 |
| Wisconsin 8       | Mike Gallagher                               |                                              | Princeton University (BA) National Intelligence University (MS) Georgetown University (MA, MS, PhD)                                                     | 2017                                         | Green Bay                                    | 1984. március 3. (41 éves)                   |
| Wyoming           | Liz Cheney                                   |                                              | Colorado College (BA) University of Chicago (JD) | 2017                                         | Wilson                                       | 1966. július 28. (58 éves)                   |

## Tagsági változások
| Állam      | Korábban betöltötte | Indok | Utód            | Utód beiktatása  |
| ---------- | ------------------- | --- | --------------- | ---------------- |
| Georgia    | Betöltetlen         | David Perdue szenátor ciklusa lejárt a választások előtt 2021. január 3-án. Utódját 2021. január 5-én választották meg. | Jon Ossoff      | 2021. január 20. |
| Kalifornia | Kamala Harris       | Lemondott 2021. január 18-án, hogy betöltse alelnöki pozícióját. Egy ideiglenes szenátor fejezi be a ciklust.           | Alex Padilla    | 2021. január 20. |
| Georgia    | Kelly Loeffler      | Elvesztett választás. Utódját 2021. január 5-én választották meg.                                                       | Raphael Warnock | 2021. január 20. |

| Állam         | Korábban betöltötte | Indok | Utód                       | Utód beiktatása   |
| ------------- | ------------------- | --- | -------------------------- | ----------------- |
| Louisiana 5   | Betöltetlen         | A megválasztott képviselő Luke Letlow (R) 2020. december 29-én elhunyt, mielőtt ciklusa megkezdődött volna. 2021. március 20-án tartanak rendkívüli választásokat.                | J ulia Letlow              | Ismeretlen        |
| New York 22   | Betöltetlen         | 2021. január 3-án lejárt Anthony Brindisi (D) ciklusa. Széke a szavazatok hivatalosításáig betöltetlen maradt. A választási eredményeket 2021. február 7-én tették hivatalossá.   | Claudia Tenney             | 2021. február 11. |
| Louisiana 2   | Cedric Richmond     | Lemondott 2021. január 15-én, hogy az elnök tanácsadója legyen. 2021. április 24-én tartottak rendkívüli választásokat.                                                           | Troy Carter                | 2021. május 11.   |
| Texas 6       | Ron Wright          | 2021. február 7-én elhunyt Covid19 következtében. 2021 májusában tartottak rendkívüli választásokat.                                                                              | Jake Ellzey                | 2021. július 30.  |
| Új-Mexikó 1   | Deb Haaland         | A képviselő lemondott, hogy betöltse pozícióját, mint az Amerikai Egyesült Államok Belügyi minisztere. 2021. június 1-én tartottak rendkívüli választást.                         | Melanie Stansbury          | 2021. június 14.  |
| Ohio 11       | Marcia Fudge        | A képviselő lemondott, hogy betöltse pozícióját, mint az Amerikai Egyesült Államok Lakásügyi és városfejlesztési minisztere. 2021. november 2-án tartottak rendkívüli választást. | Shontel Brown              | 2021. november 4. |
| Florida 20    | Alcee Hastings      | Elhunyt 2021. április 6-án, hasnyálmirigyrák következtében. 2022. január 11-én tartanak rendkívüli választásokat.                                                                 | Sheila Cherfilus-McCormick | 2022. január 18.  |
| Ohio 15       | Steve Stivers       | Lemondott 2021. május 16-án, hogy az Ohio-i Kereskedelmi kamra elnöke legyen. 2021. november 2-án tartottak rendkívüli választást.                                                | Mike Carey                 | 2021. november 4. |
| Kalifornia 22 | Devin Nunes         | 2021. december 31-én lemond, hogy a Trump Media & Technology Group vezérigazgatója legyen. 2022 áprilisában tartanak rendkívüli választást.                                       | Ismeretlen                 | Ismeretlen        |
| Minnesota 1   | Jim Hagedorn        | 2022. február 17-én meghalt rák következtében. 2022. augusztus 9-én tartanak rendkívüli választást.                                                                               | Ismeretlen                 | Ismeretlen        |
| Alaszka       | Don Young           | 2022. március 18-án meghalt. 2022. augusztus 16-án tartanak rendkívüli választást.                                                                                                | Ismeretlen                 | Ismeretlen        |
| Nebraska 1    | Jeff Fortenberry    | Lemondott (2022. március 31-én lép életbe), mert hazudott az FBI-nak egy külföldi milliárdostól kapott támogatásról. 2022. június 28-án tartanak rendkívüli választást.           | Ismeretlen                 | Ismeretlen        |
| Texas 34      | Filemon Vela Jr.    | Lemondott (2022. március 31-én lép életbe), hogy csatlakozzon a Akin Gump Strauss Hauer & Feldhez. 2022. június 14-én tartanak rendkívüli választást.                             | Mayra Flores               | Ismeretlen        |
| New York 19   | Antonio Delgado     | Lemondott 2022. május 25-én, hogy New York helyettes kormányzója legyen. 2022. augusztus 23-án tartanak rendkívüli választást.                                                    | Ismeretlen                 | Ismeretlen        |

## Bizottságok

### Szenátus
| Bizottság                                     | Elnök                 | Korelnök                  |
| --------------------------------------------- | --------------------- | ------------------------- |
| Öregedés (Speciális)                          | Bob Casey Jr. (PA)    | Tim Scott (SC)            |
| Mezőgazdaság, táplálkozás, erdészet           | Debbie Stabenow (MI)  | John Boozman (AR)         |
| Költségvetés helyes alkalmazása               | Patrick Leahy (VT)    | Richard Shelby (AL)       |
| Hadsereg                                      | Jack Reed (RI)        | Jim Inhofe (OK)           |
| Bank, Lakás-, és Városi ügyek                 | Sherrod Brown (OH)    | Pat Toomey (PA)           |
| Költségvetés                                  | F Bernie Sanders (VT) | Lindsey Graham (SC)       |
| Kereskedelem, tudomány és közlekedés          | Maria Cantwell (WA)   | Roger Wicker (MS)         |
| Energia és környezeti erőforrás               | Joe Manchin (WV)      | John Barrasso (WY)        |
| Környezet és közművek                         | Tom Carper (DE)       | Shelley Moore Capito (WV) |
| Etika                                         | Chris Coons (DE)      | James Lankford (OK)       |
| Pénzügy                                       | Ron Wyden (OR)        | Mike Crapo (ID)           |
| Külügy                                        | Bob Menendez (NJ)     | Jim Risch (ID)            |
| Egészségügy, oktatás, munka és nyugdíj        | Patty Murray (WA)     | Richard Burr (NC)         |
| Belbiztonság és kormányazti ügyek             | Gary Peters (MI)      | Rob Portman (OH)          |
| Indiánügyek                                   | Brian Schatz (HI)     | Lisa Murkowski (AK)       |
| Hírszerzés                                    | Mark Warner (VA)      | Marco Rubio (FL)          |
| Nemzetközi kábítószer korlátozás              | Dianne Feinstein (CA) | John Cornyn (TX)          |
| Bíróság                                       | Dick Durbin (IL)      | Chuck Grassley (IA)       |
| Szabályzat és adminisztráció                  | Amy Klobuchar (MN)    | Roy Blunt (MO)            |
| Kisvállalkozások és vállalkozói tevékenységek | Ben Cardin (MD)       | Rand Paul (KY)            |
| Veteránügyek                                  | Jon Tester (MT)       | Jerry Moran (KS)          |

### Képviselőház
| Bizottság                                             | Elnök                      | Korelnök                    |
| ----------------------------------------------------- | -------------------------- | --------------------------- |
| Mezőgazdaság                                          | David Scott (GA)           | Glenn Thompson (PA)         |
| Költségvetés helyes alkalmazása                       | Rosa DeLauro (CT)          | Kay Granger (TX)            |
| Hadsereg                                              | Adam Smith (WA)            | Mike Rogers (AL)            |
| Költségvetés                                          | John Yarmuth (KY)          | Jason Smith (MO)            |
| Klímaválság                                           | Kathy Castor (FL)          | Garret Graves (LA)          |
| Gazdasági egyenlőtlenség és korrektség a növekedésben | Nincs bejelentve           | Nincs bejelentve            |
| Oktatás és munkaügyek                                 | Bobby Scott (VA)           | Virginia Foxx (NC)          |
| Energia és kereskedelem                               | Frank Pallone (NJ)         | Cathy McMorris Rodgers (WA) |
| Etika                                                 | Ted Deutch (FL)            | Jackie Walorski (IN)        |
| Pénzügy                                               | Maxine Waters (CA)         | Patrick McHenry (NC)        |
| Külügy                                                | Gregory Meeks (NY)         | Mike McCaul (TX)            |
| Belbiztonság                                          | Bennie Thompson (MS)       | John Katko (NY, R)          |
| Képviselőházi adminisztráció                          | Zoe Lofgren (CA)           | Rodney Davis (IL, R)        |
| Hírszerzés                                            | Adam Schiff (CA)           | Devin Nunes (CA, R)         |
| Bíróság                                               | Jerry Nadler (NY)          | Jim Jordan (OH, R)          |
| A Kongresszus modernizációja                          | Derek Kilmer (WA)          | Nincs bejelentve            |
| Környezeti erőforrások                                | Raúl Grijalva (AZ)         | Bruce Westerman (AR, R)     |
| Felügyelet és reform                                  | Carolyn Maloney (NY)       | Jim Comer (KY, R)           |
| Szabályzat                                            | Jim McGovern (MA)          | Tom Cole (OK, R)            |
| Tudomány, űr és technológia                           | Eddie Bernice Johnson (TX) | Frank Lucas (OK, R)         |
| Kisvállalkozás                                        | Nydia Velázquez (NY)       | Blaine Luetkemeyer (MO, R)  |
| Közlekedés és infrastruktúra                          | Peter DeFazio (OR)         | Sam Graves (MO, R)          |
| Veteránügyek                                          | Mark Takano (CA)           | Mike Bost (IL, R)           |
| Lehetőségek és módok                                  | Richard Neal (MA)          | Kevin Brady (TX, R)         |

### Közös
| Bizottság                                            | Elnök                    | Alelnök                    | Korelnök                  | Helyettes korelnök          |
| ---------------------------------------------------- | ------------------------ | -------------------------- | ------------------------- | --------------------------- |
| Gazdaság                                             | Képv. Don Beyer (VA)     | Szen. Martin Heinrich (NM) | Szen. Mike Lee (UT)       | Képv. David Schweikert (AZ) |
| Beiktatási ceremóniák (Speciális) 2021. január 20-ig | Szen. Roy Blunt (MO)     | Képv. Nancy Pelosi (CA)    | Kevin McCarthy képv. (CA) | Amy Klobuchar szen. (MN)    |
| Könyvtár                                             | Zoe Lofgren képv. (CA)   | Amy Klobuchar szen. (MN)   | Szen. Roy Blunt (MO)      | Képv. Rodney Davis (IL)     |
| Nyomtatás                                            | Szen. Amy Klobuchar (MN) | Képv. Zoe Lofgren (CA)     | Képv. Rodney Davis (IL)   | Szen. Roy Blunt (MO)        |
| Adóztatás                                            | Képv. Richard Neal (MA)  | Szen. Ron Wyden (OR)       | Szen. Mike Crapo (ID)     | Képv. Kevin Brady (TX)      |

## Hivatalnokok
- A Capitolium 12. építészmérnöke: Brett Blanton
- Kezelőorvos: Brian P. Monahan

### Szenátus
- Lelkész: Barry Black
- Kurátor: Melinda Smith
- Történész: Betty Koed
- Könyvtáros: Leona I. Faust
- Jogász: Elizabeth MacDonough
- Titkár: Julie E. Adams (2021. március 1-ig)
  - Sonceria Berry (2021. március 1-től)
- Fegyveres ajtónálló: Michael C. Stenger (2021. január 7-ig)
  - Jennifer Hemingway (2021. január 7-től 2021. március 22-ig)
  - Karen Gibson (2021. március 22-től)
- Helyettes Fegyveres ajtónálló: Jennifer Hemingway (2021. január 7-ig)
  - Eugene Goodman (2021. január 7-től, 2021. március 22-ig)
  - Kelly Faldo (2021. március 22-től)

### Képviselőház
- Lelkész: Margaret G. Kibben
- Adminisztratív hivatalnok: Catherine Szpindor
- Írnok: Cheryl L. Johnson
- Történész: Matthew Wasniewski
- Jogász: Jason Smith
- Jegyző: Joe Novotny (D) és Susan Cole (R)
- Fegyveres ajtónálló: Paul D. Irving (2021. január 7-ig)
  - Timothy P. Blodgett (2021. január 7-től)